# Liste der Biografien/Bot
Liste der Biografien |
Portal Biografien |
Personensuche
# |
A |
B |
C |
D |
E |
F |
G |
H |
I |
J |
K |
L |
M |
N |
O |
P |
Q |
R |
S |
T |
U |
V |
W |
X |
Y |
Z |
?
 
Ba |
Be |
Bd |
Bg |
Bh |
Bi |
Bj |
Bl |
Bm |
Bn |
Bo |
Br |
Bs |
Bu |
Bw |
By |
Bz
 
Boa–Boc |
Bod |
Boe |
Bof |
Bog |
Boh |
Boi–Bok |
Bol |
Bom |
Bon |
Boo |
Bop |
Boq |
Bor |
Bos |
Bot |
Bou |
Bov–Boz
Die Liste der Biografien führt alle Personen auf, die in der deutschsprachigen Wikipedia einen Artikel haben. Dieses ist eine Teilliste mit 742 Einträgen von Personen, deren Namen mit den Buchstaben „Bot“ beginnt.

## Bot
- Bot, Ben (* 1937), niederländischer Politiker
- Bot, Călin Ioan (* 1970), rumänischer Geistlicher und rumänisch griechisch-katholischer Bischof von Lugoj
- Bot, Jeanne (1905–2021), französische Supercentenarian
- Bot, Lambertus Johannes (1897–1988), niederländischer Politiker
- Bot, Theo (1911–1984), niederländischer Politiker und Diplomat
- Bot, Tineke (* 1945), niederländische Malerin und Bildhauerin
- Bot, Tini (* 1986), deutsche Liedermacherin und Sängerin
- Bot, Yves (1947–2019), französischer Jurist und (seit 2006) als Generalanwalt Mitglied des Europäischen Gerichtshofes

### Bota
- Bota, Alice (* 1979), deutsche Journalistin, Politikredakteurin sowie Autorin polnischer HerkunftAlice Bota (* 1979)

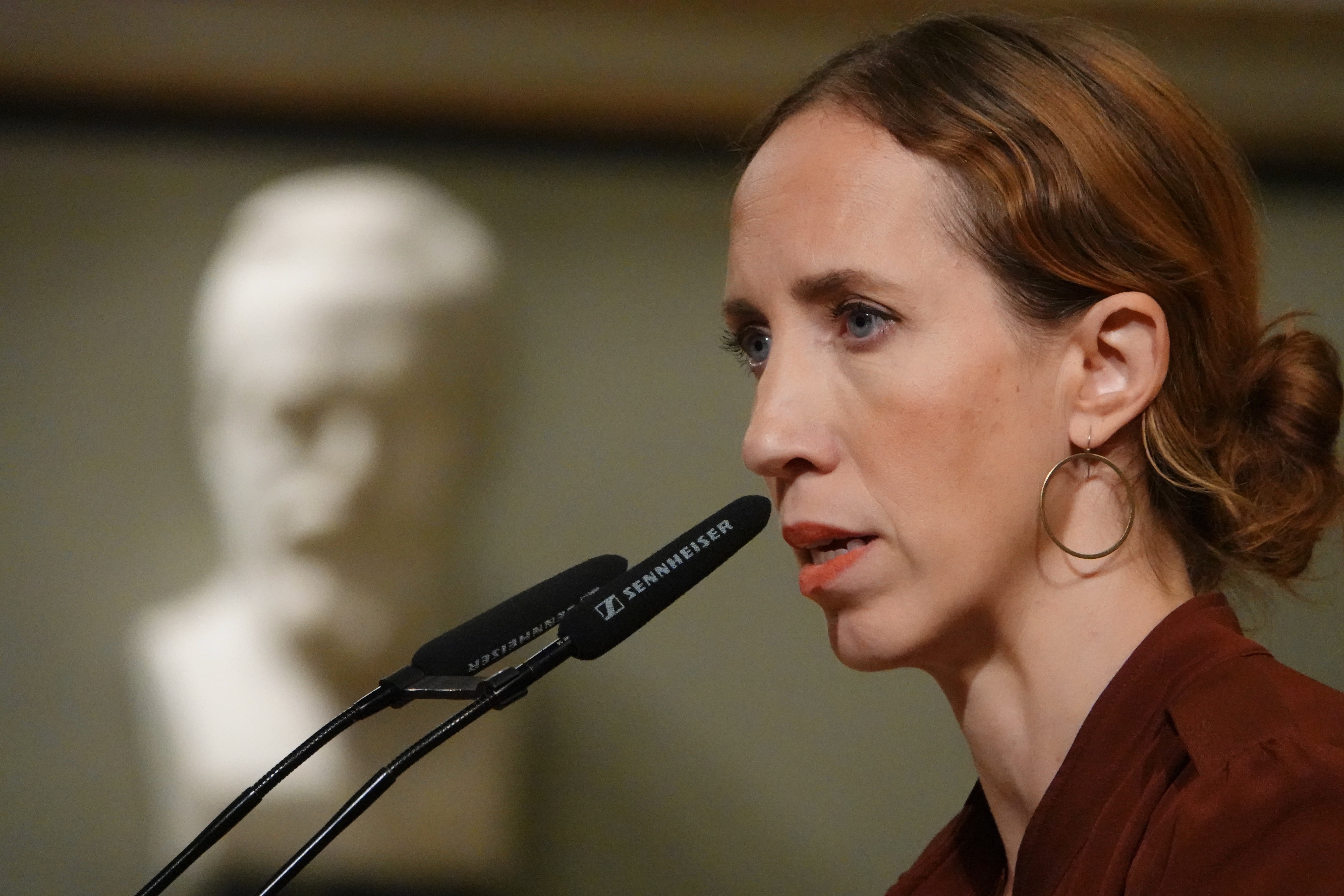
Alice Bota (* 1979)

- Bota, Elīna Ieva (* 2000), lettische Rennrodlerin
- Bóta, Kinga (* 1977), ungarische Kanutin
- Bota, Rick, US-amerikanischer Kameramann und Regisseur
- Botă, Theodor (* 1997), rumänischer Fußballspieler
- Botaka-Ioboma, Erwing (* 1998), russischer Fußballspieler
- Botallo, Leonardo (* 1530), italienischer Anatom
- Botam, Joan (1926–2023), katalanischer Kapuziner
- Botana, Sergio (* 1964), uruguayischer Politiker
- Botandus, Bischof von Köln
- Botanowa, Kateryna (* 1976), ukrainische Publizistin, Kunsthistorikerin und Übersetzerin
- Botaschew, Kanamat Chussejewitsch (1959–2022), russischer Offizier, Generalmajor der russischen Luftwaffe
- Botaschow, Andrej (1965–2010), bulgarischer Schauspieler und Politiker
- Botasso, Juan (1908–1950), argentinischer Fußballspieler

### Botc
- Botchan, Ron (1935–2021), US-amerikanischer Spieler und Schiedsrichter im American Football
- Botchanov, Eduard (* 1980), russischer Filmemacher
- Bötcher, Sabine (1958–2020), deutsche Tischtennisspielerin, -trainerin und -funktionärin
- Botchwey, Kwesi (1944–2022), ghanaischer Politiker und Hochschullehrer
- Botchwey, Shirley Ayorkor (* 1963), ghanaische Politikerin und AußenministerinShirley Ayorkor Botchwey (* 1963)

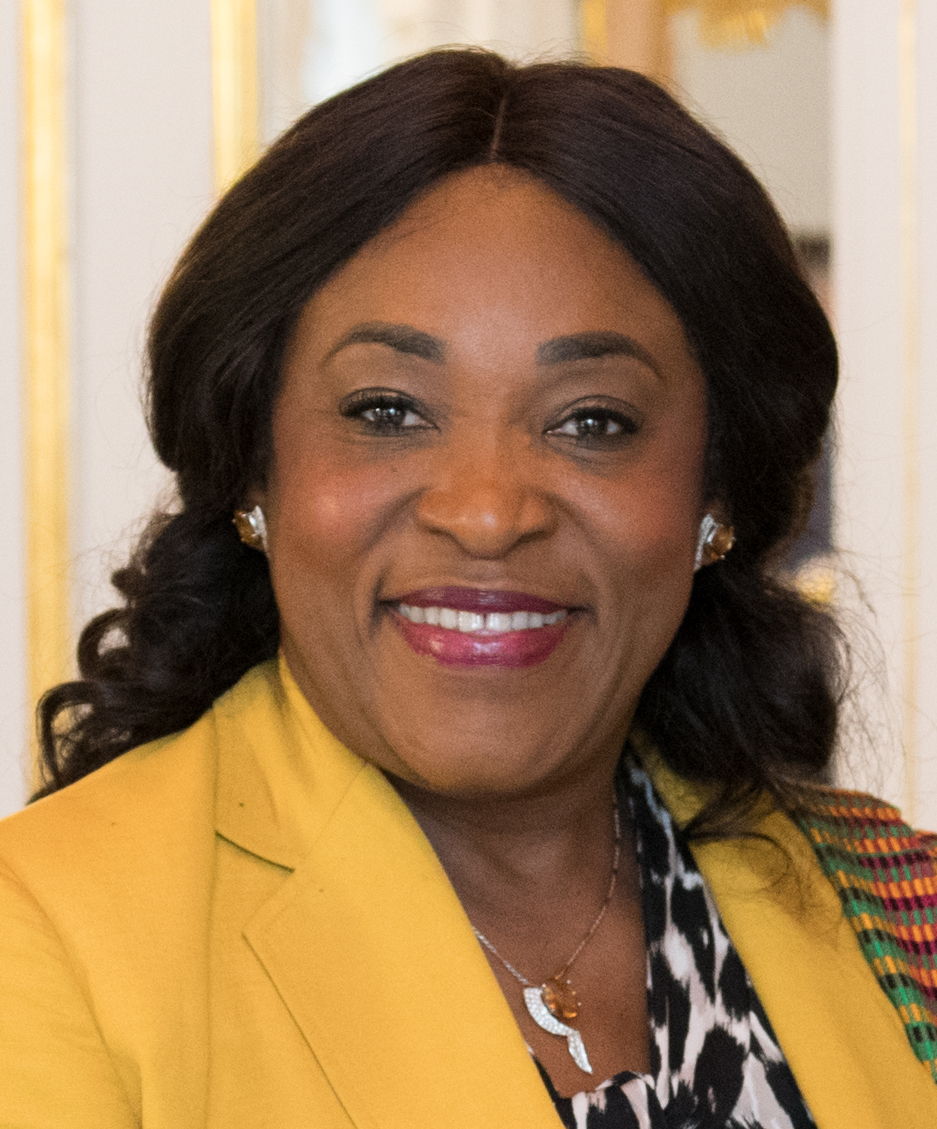
Shirley Ayorkor Botchwey (* 1963)

### Bote
- Bote, Albert (1889–1961), deutscher Unternehmer und Politiker (NLP, DVP, BDV, FDP), MdBB
- Bote, Cord, niedersächsischer Chronist
- Bote, Eduard (1811–1888), deutscher Musikverleger
- Bote, Hermann (1450–1520), mittelniederdeutscher Chronist und Dichter politischer Streitschriften
- Boteach, Shmuley (* 1966), US-amerikanischer Rabbiner und SchriftstellerShmuley Boteach (* 1966)

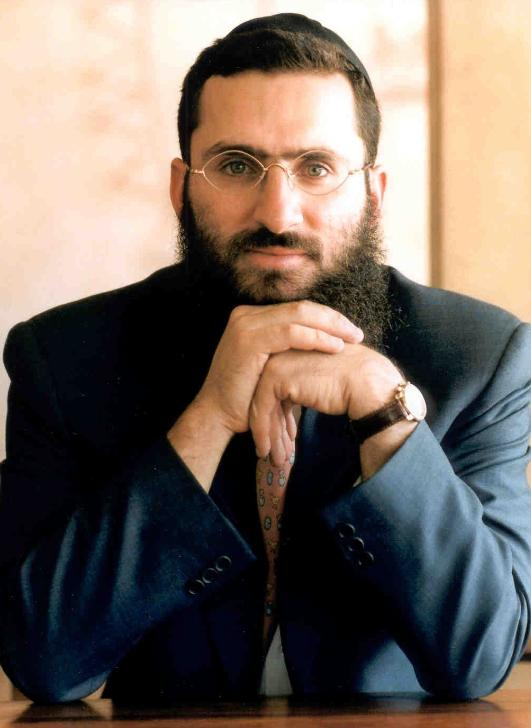
Shmuley Boteach (* 1966)

- Botean, John Michael (* 1955), rumänischer Priester, Bischof von Canton
- Bötefür, Karl (* 1875), deutscher Offizier, Kolonialbeamter, Abgeordneter und Landrat
- Bötefür, Markus (* 1965), deutscher Historiker, Schriftsteller und Angelexperte
- Botek, Adam (* 1997), slowakischer Kanute
- Bötel, Fritz (1896–1984), deutscher Maler und Grafiker, Kunsterzieher, Heraldiker und Exlibriskünstler
- Botel, Heinrich, deutscher Buchdrucker
- Botel, Heinrich († 1260), Ordensritter des Deutschen Ordens
- Bötel, Heinrich (1854–1938), deutscher Opernsänger (Tenor)
- Bötel, Niels (* 1987), deutscher Handballspieler und -trainer
- Boteler, Alexander (1815–1892), US-amerikanischer Politiker
- Boteler, Ralph, 1. Baron Sudeley (1389–1473), englischer Adliger und Staatsmann
- Botelho Homem Bernardes Pessoa, António (1749–1810), portugiesischer Gouverneur von Portugiesisch-Timor
- Botelho, Abel (1855–1917), portugiesischer Schriftsteller, Diplomat, Militär und Politiker
- Botelho, Afonso (1887–1968), portugiesischer General
- Botelho, Andréa Huguenin (* 1973), deutsch-brasilianische Musikerin
- Botelho, Carlos (1899–1982), portugiesischer Maler, Illustrator, und Karikaturist
- Botelho, João (* 1949), portugiesischer Filmregisseur
- Botelho, Júlio (1929–2003), brasilianischer Fußballspieler
- Botelho, Pedro (* 1989), brasilianischer Fußballspieler
- Botella Moreno, Adrià (* 1993), spanischer Footballspieler
- Botella, Ana (* 1953), spanische Politikerin (PP) und Bürgermeisterin von Madrid
- Botella, Juan (1941–1970), mexikanischer Wasserspringer
- Botella, Salvador (1929–2006), spanischer Radrennfahrer
- Botello, Phillip Andre, US-amerikanischer Schauspieler
- Boten, Anton, deutscher Maler und Baumeister der Renaissance und des Manierismus
- Botenga, Marc (* 1980), belgischer Politiker, MdEPMarc Botenga (* 1980)
- Boter, römischer Freigelassener

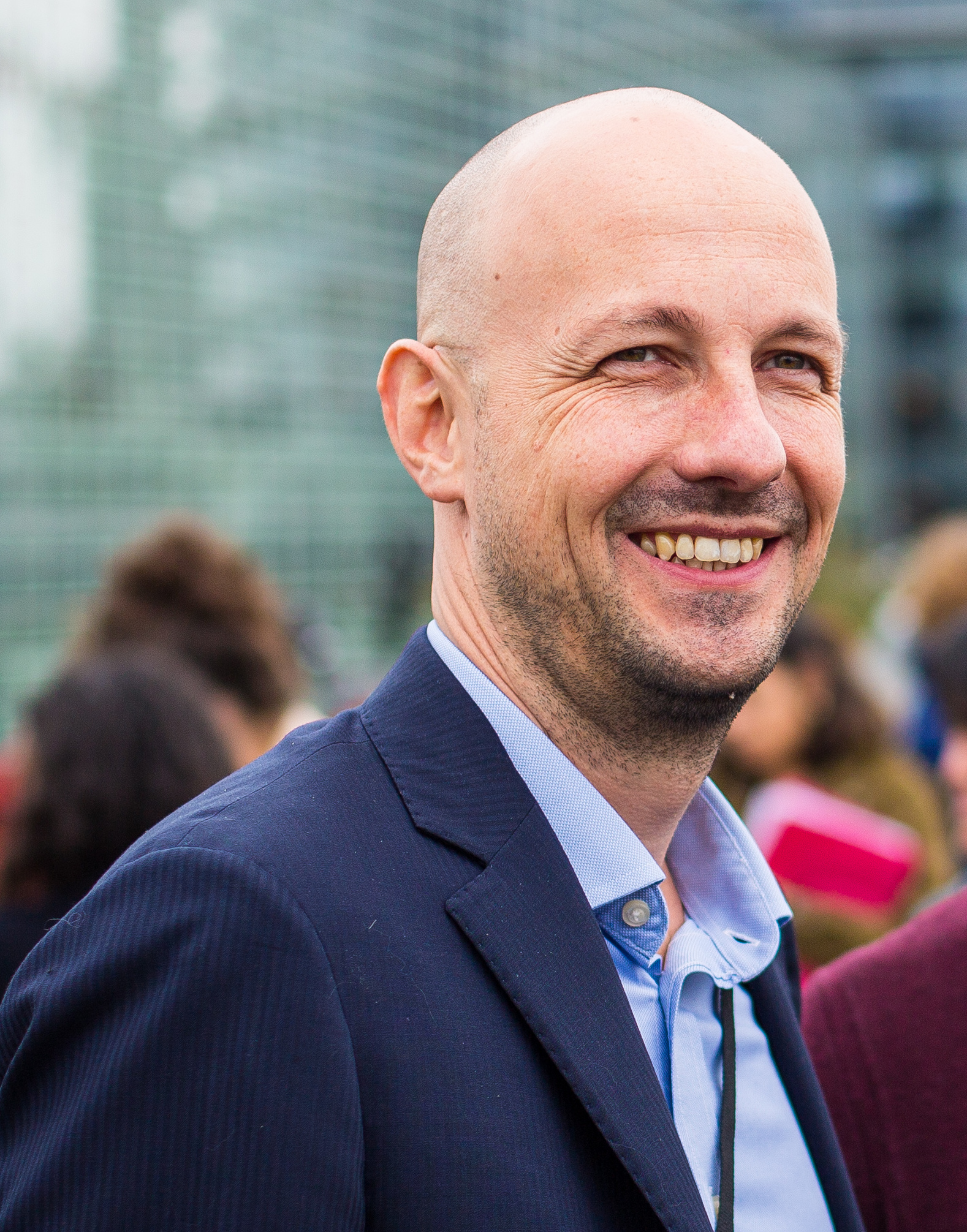
Marc Botenga (* 1980)

- Boter, Gerard (* 1954), niederländischer Gräzist
- Boterenbrood, Danne (* 1985), niederländische Triathletin
- Boterman, Frits (1948–2024), niederländischer Historiker und Hochschullehrer
- Botermann, Helga (* 1938), deutsche Althistorikerin
- Botero González, Emilio (1884–1961), kolumbianischer römisch-katholischer Geistlicher, Bischof von Pasto
- Botero Salazar, Tulio (1904–1981), römisch-katholischer Geistlicher
- Botero, Fernando (1932–2023), kolumbianischer Maler und Bildhauer
- Botero, Giovanni († 1617), italienischer Schriftsteller, Priester, Poet und Diplomat der Renaissance
- Botero, Jhonnatan (* 1992), kolumbianischer Radrennfahrer
- Botero, Joaquín (* 1977), bolivianischer Fußballspieler
- Botero, Santiago (* 1972), kolumbianischer Radrennfahrer
- Botes, Henrico (* 1979), namibischer Fußballspieler
- Botet, Javier (* 1977), spanischer SchauspielerJavier Botet (* 1977)

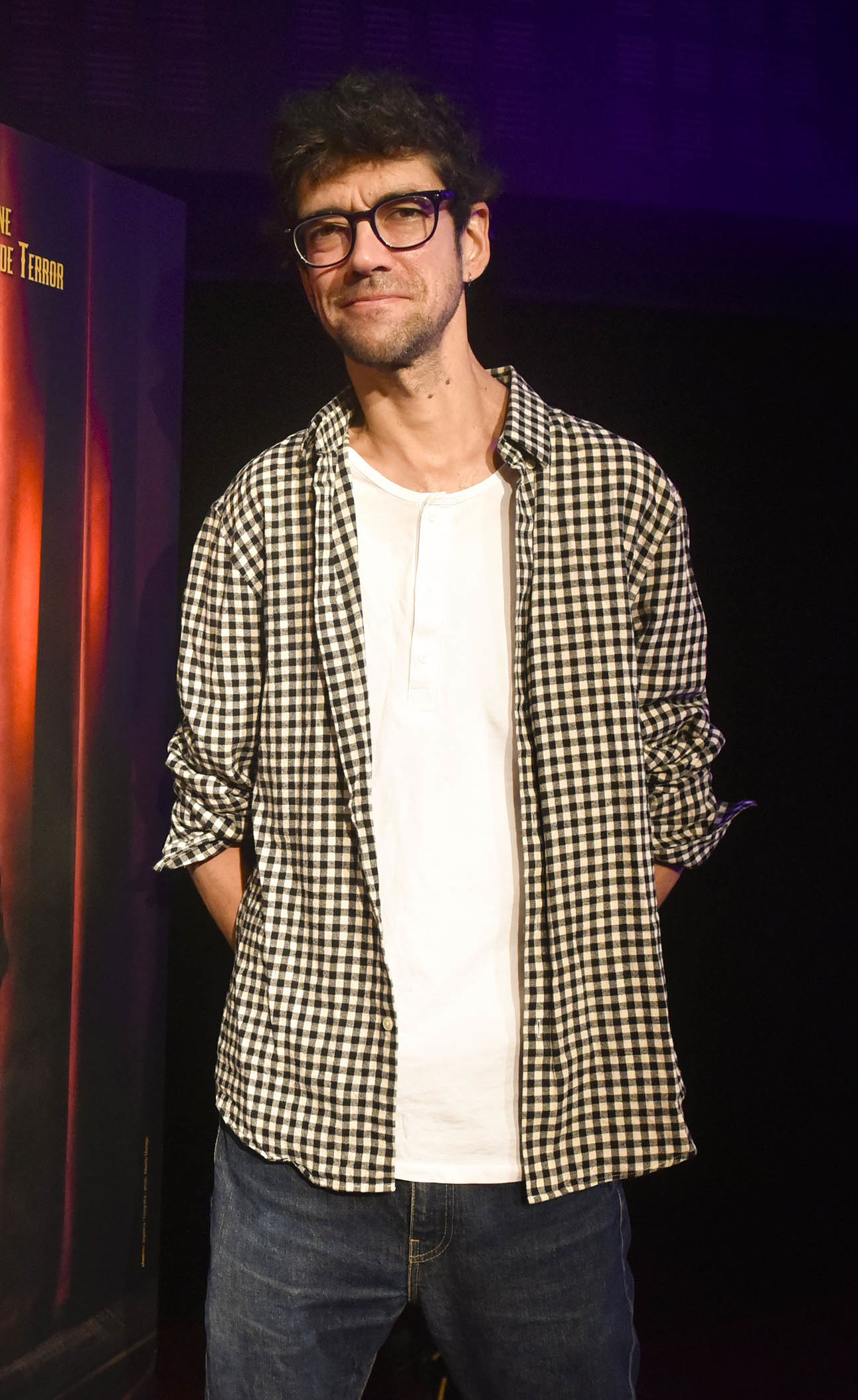
Javier Botet (* 1977)

- Botet, Paula (* 2000), französische Biathletin
- Botetourt, John († 1324), englischer Adliger und Militär
- Botew, Christo (1848–1876), bulgarischer Dichter und Freiheitskämpfer
- Botew, Grazian Georgijewitsch (1928–1981), sowjetischer Kanute
- Botew, Stefan (* 1968), bulgarisch-australischer Gewichtheber
- Botewa, Neli (* 1974), bulgarische Badmintonspielerin
- Botewa-Malo, Tania (* 1950), bulgarische Schriftstellerin
- Botey, Manuela Roka, äquatorialguineische Politikerin, ehemalige Premierministerin
- Botez, Alexandra (* 1995), kanadisch-amerikanische Schachspielerin, Streamerin und PokerspielerinAlexandra Botez (* 1995)

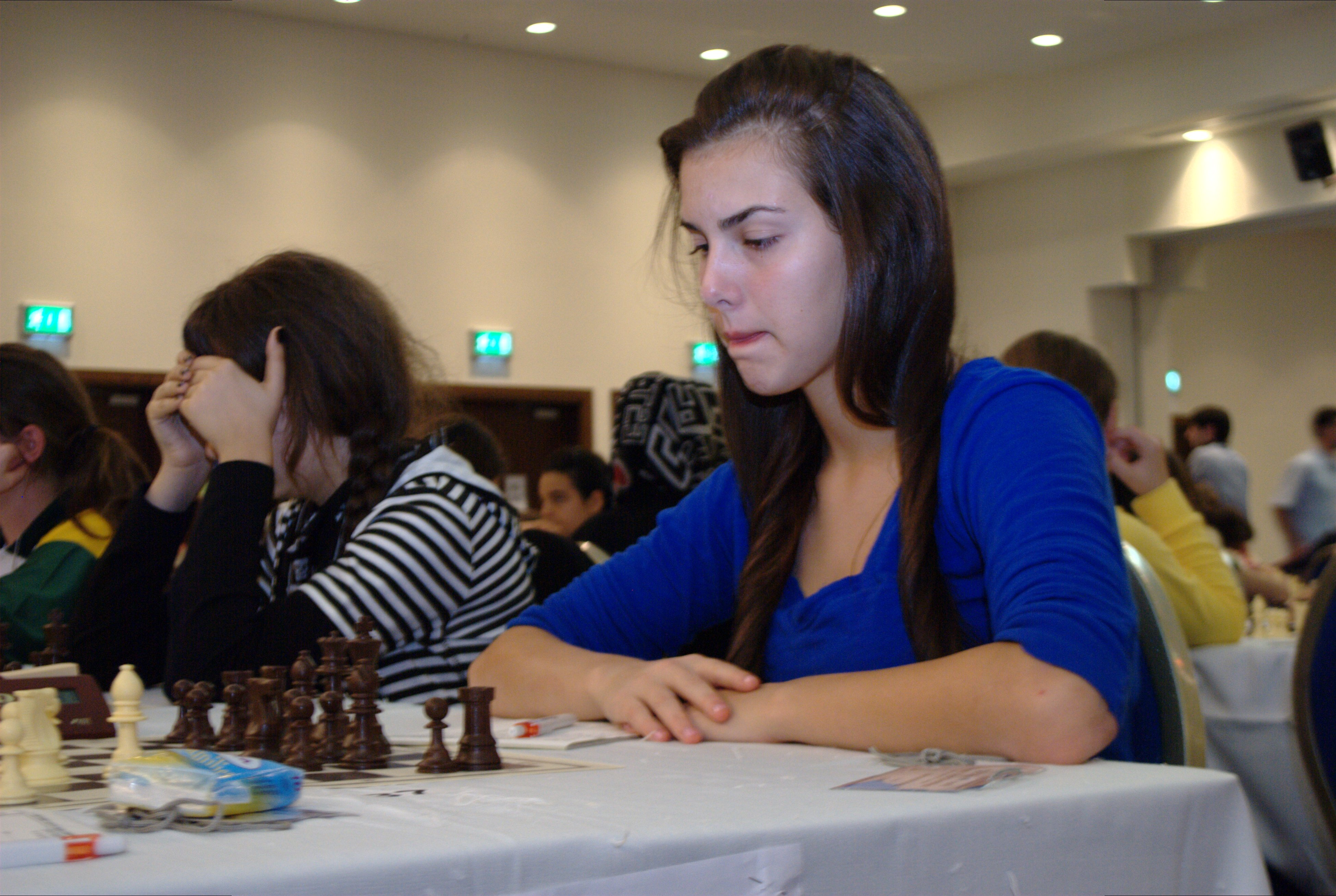
Alexandra Botez (* 1995)

- Botezan, Mihaela (* 1976), rumänische Leichtathletin
- Botezatu, Cătălin (* 1966), rumänischer Modedesigner

### Botg
- Botgorschek, Caroline (1815–1875), österreichische Opernsängerin (Alt)
- Botgorschek, Franz (1812–1882), österreichischer Flötist
- Botgros, Nicolae (* 1953), Violinist, Dirigent und Multiinstrumentalist

### Both
- Both von Bajna, Johann († 1493), Ban von Kroatien
- Both, András († 1511), Ban von Kroatien
- Both, Andries († 1641), niederländischer Maler
- Both, Arnd Adje (* 1971), deutscher Musikarchäologe
- Both, Carl Friedrich von (1789–1875), Jurist und Vizekanzler der Universität Rostock
- Both, Gottlieb von (1837–1906), mecklenburgischer Verwaltungs- und Hofbeamter
- Böth, Gunhild (* 1952), deutsche Politikerin (Die Linke), MdL
- Both, Gustav von (1772–1835), preußischer Generalleutnant
- Both, Hans (1935–2023), deutscher Künstler
- Both, Hartwig Julius Ludwig von (1789–1857), Gesandter am Bundestag des Deutschen Bundes
- Both, Heinz (1924–2010), deutscher Musiker, Bandleader und Musikpädagoge
- Both, Hermann (1826–1861), deutscher Landschaftsmaler der Düsseldorfer Schule
- Both, Jan († 1652), niederländischer Maler
- Both, Jochen (* 1941), deutscher Leichtathlet
- Both, Jochen (* 1954), deutscher Offizier
- Both, Katt (1905–1985), deutsche Architektin und Möbeldesignerin
- Both, Kuno-Hans von (1884–1955), deutscher General der Infanterie im Zweiten WeltkriegKuno-Hans von Both (1884–1955)

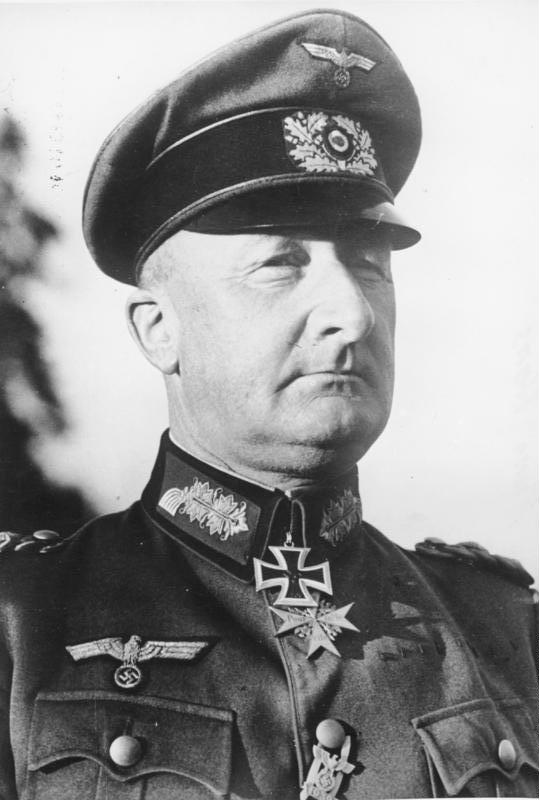
Kuno-Hans von Both (1884–1955)

- Both, Osvino José (* 1938), brasilianischer Geistlicher, emeritierter Militärerzbischof von Brasilien
- Both, Pieter (1568–1615), Generalgouverneur von Niederländisch-Indien
- Both, Sabine (* 1970), deutsche Jugendbuchautorin
- Both, Therese (1852–1940), deutsche Theaterschauspielerin
- Both, Wim (* 1964), niederländischer Jazzmusiker (Trompete, Flügelhorn)
- Both, Wolf von (1901–1976), deutscher Bibliothekar
- Botha, Adriaan (* 1977), südafrikanischer Leichtathlet
- Botha, Annie (1864–1937), erste First Lady Südafrikas (Südafrikanischen Union)
- Botha, Bakkies (* 1979), südafrikanischer Rugby-Spieler
- Botha, Bryony (* 1997), neuseeländische Radsportlerin
- Botha, Corien (* 1970), südafrikanische Hürdenläuferin
- Botha, Daniel Johannes (* 1939), südafrikanischer Botaniker
- Botha, Francois (* 1968), südafrikanischer Boxer und K-1-Sportler
- Botha, Johan (1965–2016), südafrikanisch-österreichischer Opernsänger (Tenor)
- Botha, Johan (* 1974), südafrikanischer Mittelstreckenläufer
- Botha, Karen (* 1967), südafrikanische Weitspringerin
- Botha, Leon (1985–2011), südafrikanischer Maler und DJLeon Botha (1985–2011)

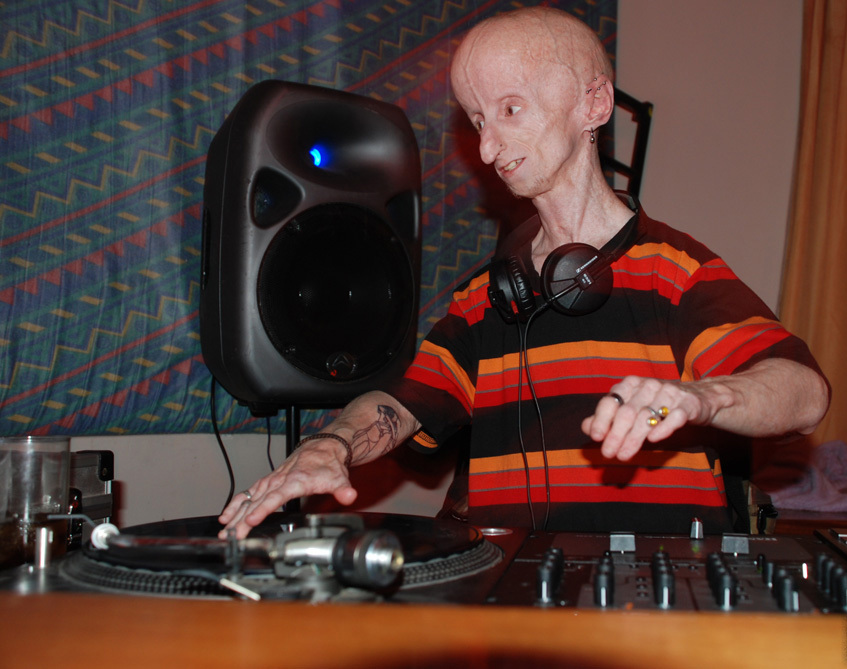
Leon Botha (1985–2011)

- Botha, Louis (1862–1919), südafrikanischer General und Politiker, erster Premierminister der Südafrikanischen Union
- Botha, Luki (1930–2006), südafrikanischer Autorennfahrer
- Botha, Michiel Coenraad (1912–1993), südafrikanischer Politiker während der Zeit der Apartheid
- Botha, Pieter Willem (1916–2006), südafrikanischer Politiker, Premierminister und Staatspräsident der Republik SüdafrikaPieter Willem Botha (1916–2006)

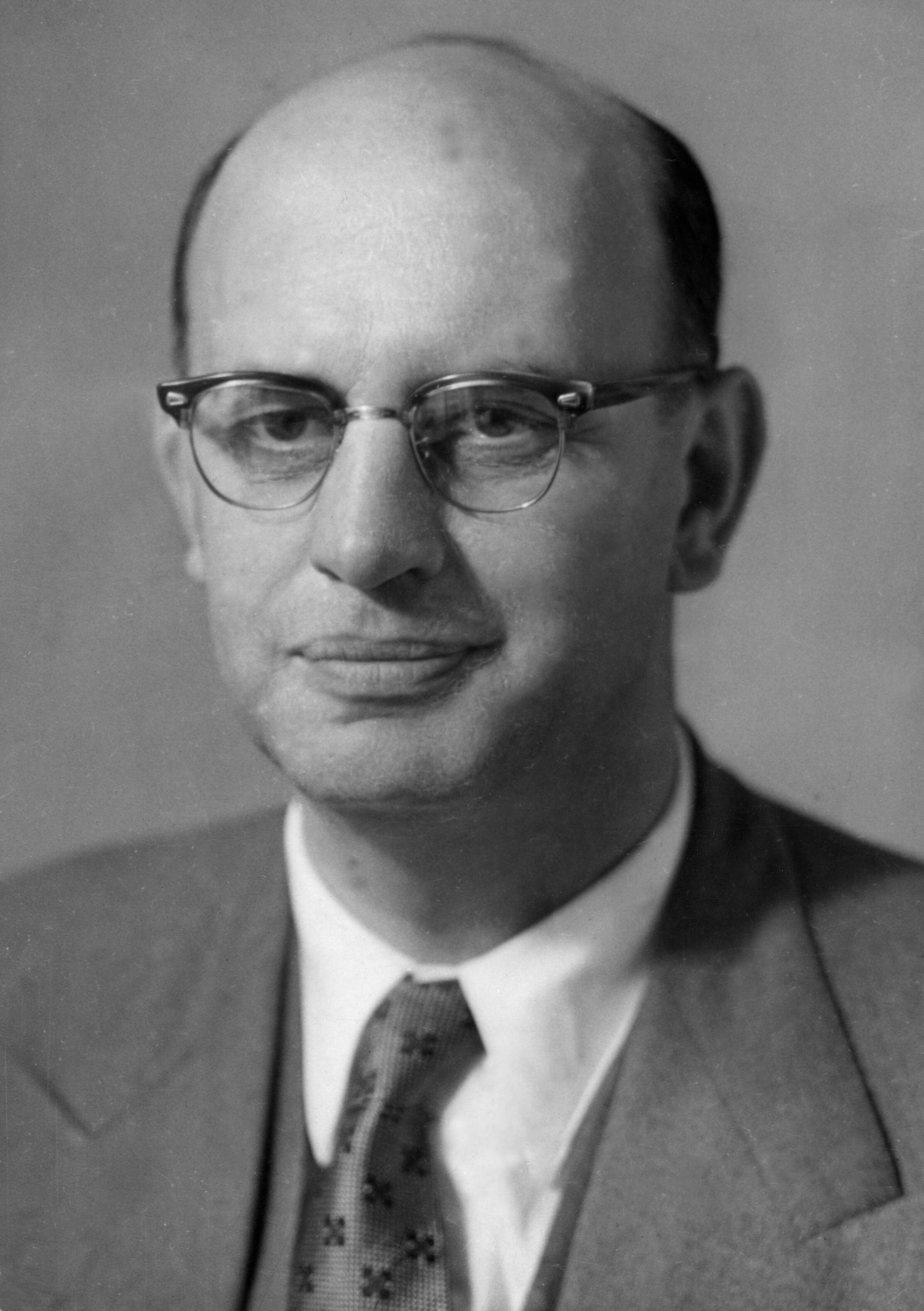
Pieter Willem Botha (1916–2006)

- Botha, Pik (1932–2018), südafrikanischer Politiker
- Botha, Riaan (* 1970), südafrikanischer Stabhochspringer
- Botha, Stephanus Petrus (1922–2010), südafrikanischer Politiker während der Zeit der Apartheid
- Botha, Stoffel (1929–1998), südafrikanischer Politiker
- Botha, Tyler (* 1980), südafrikanischer Skeletonsportler
- Botha, Willie (1912–1967), südafrikanischer Mittelstreckenläufer und Sprinter
- Botha, Xander (* 1994), südafrikanischer Eishockeyspieler
- Botham, Ian (* 1955), englischer Cricketspieler
- Bothe, Andreas (* 1967), deutscher Jurist und politischer Beamter (FDP)
- Bothe, Arthur (1891–1981), deutscher Architekt
- Bothe, Carsten (* 1966), deutscher Journalist und Autor
- Bothe, Conrad Heinrich (1885–1963), deutscher Landwirt und Politiker (DNVP), MdL
- Bothe, Cord (1920–1987), deutscher Politiker (CDU), MdL
- Bothe, Detlef (* 1965), deutscher Schauspieler, Regisseur, Produzent Drehbuchautor und Kameramann
- Bothe, Eugen (1835–1912), Jurist und Präsident des oldenburgischen Oberlandesgerichtes
- Bothe, Friedrich (1869–1952), deutscher Lehrer und Historiker
- Bothe, Gustav (1870–1948), deutscher Jurist
- Bothe, Hans-Werner (* 1952), deutscher Mediziner und Philosoph
- Bothe, Heinz (1927–2017), deutscher Fußballspieler
- Bothe, Heinz-Jürgen (* 1941), deutscher Ruderer, Olympiasieger
- Bothe, Henning (* 1952), deutscher Germanist und Schriftsteller
- Bothe, Hermann (1940–2022), deutscher Botaniker
- Bothe, Hertha (1921–2000), deutsche KZ-Aufseherin in KonzentrationslagernHertha Bothe (1921–2000)

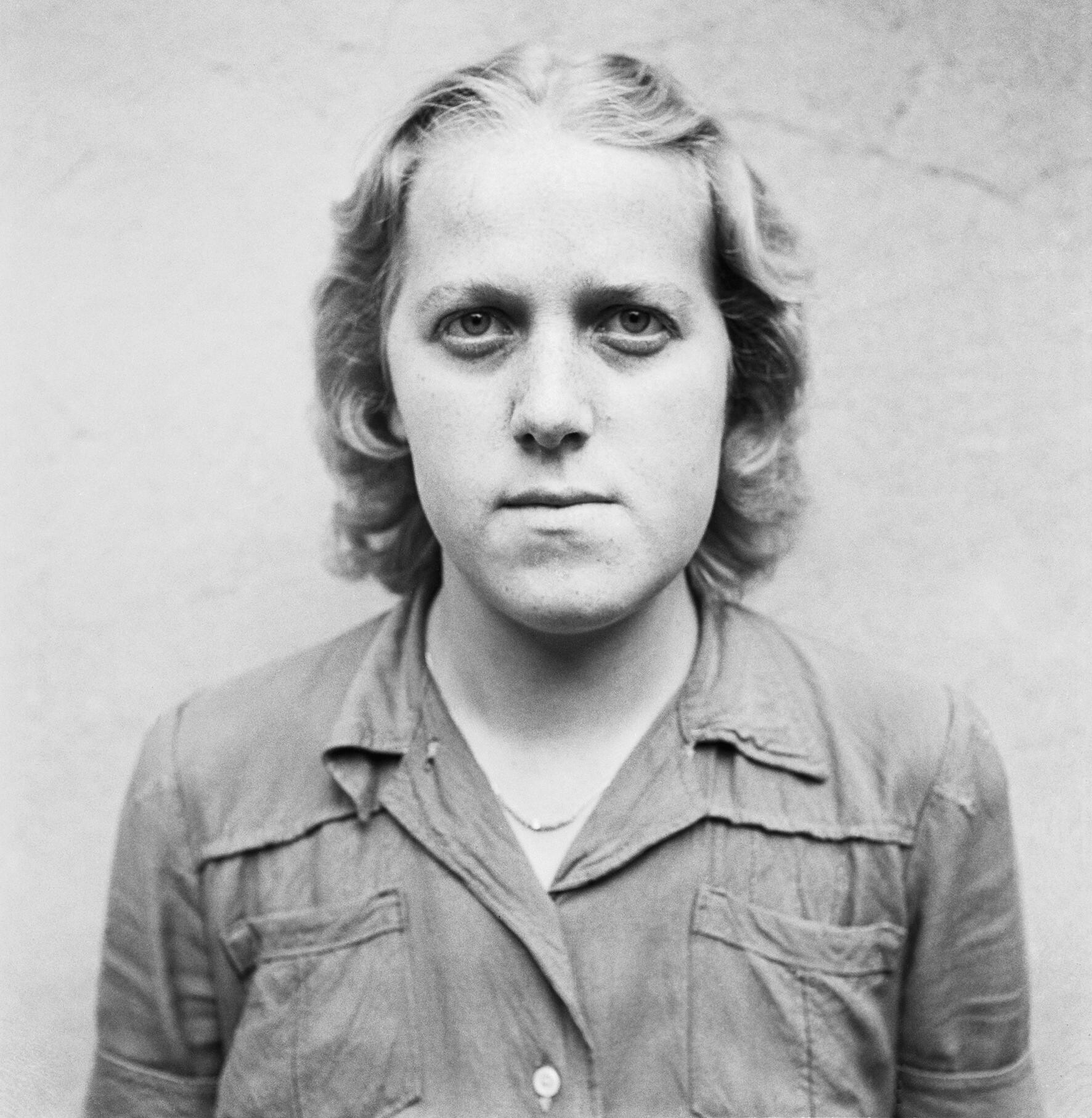
Hertha Bothe (1921–2000)

- Bothe, Josef (* 1925), deutscher Fußballspieler
- Bothe, Margarete (1914–1945), deutsche Volksschullehrerin, Historikerin und NS-Opfer
- Bothe, Mark-Oliver (* 1993), deutscher Unihockeyspieler
- Bothe, Maya, deutsche Schauspielerin
- Bothe, Michael (* 1938), deutscher Rechtswissenschaftler und Völkerrechtsexperte
- Bothe, Rolf (* 1939), deutscher Kunsthistoriker und Museumsdirektor
- Bothe, Sabine (1960–2023), deutsche Handballtorhüterin
- Bothe, Stephan (* 1984), deutscher Politiker (AfD)
- Bothe, Walther (1891–1957), deutscher Physiker und NobelpreisträgerWalther Bothe (1891–1957)

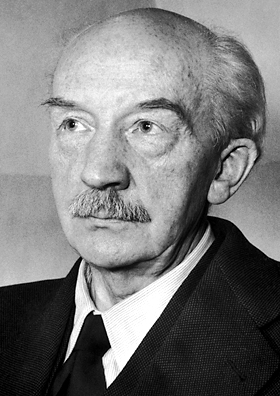
Walther Bothe (1891–1957)

- Bothe, Wolfgang (1952–1980), deutscher Mann, Todesopfer an der innerdeutschen Grenze
- Bothe-Pelzer, Heinz (1916–2015), deutscher Schriftsteller, Drehbuchautor, Herstellungsleiter
- Botheim, Erik (* 2000), norwegischer Fußballspieler
- Bothén, Christer (* 1941), schwedischer Jazzmusiker (Bassklarinette, weitere Instrumente)
- Bothen, Heinrich Hermann (1814–1878), deutscher Architekt
- Bothen, Nils (* 1970), deutscher Politiker (SPD), MdBB
- Böther, Jens (* 1966), deutscher Politiker (CDU)
- Botherel, Jacques (* 1946), französischer Radrennfahrer
- Botheroyd, Sylvia (* 1944), deutsch-schweizerische Hochschullehrerin, Schriftstellerin und Übersetzerin
- Bothfeld, Silke (* 1968), deutsche Politikwissenschaftlerin, Sozialwissenschaftlerin und Hochschullehrerin
- Böthführ, Heinrich Julius (1811–1888), baltischer Historiker und Jurist
- Böthig, Peter (* 1958), deutscher Germanist und Literaturwissenschaftler
- Bothma, Myrtle (* 1964), südafrikanische Hürdenläuferin
- Bothmann, Fritz (1858–1928), deutscher Unternehmer
- Bothmann, Georg von (1810–1891), deutscher Porträtmaler
- Bothmann, Hans (1911–1946), deutscher Kommandant des Vernichtungslagers KulmhofHans Bothmann (1911–1946)

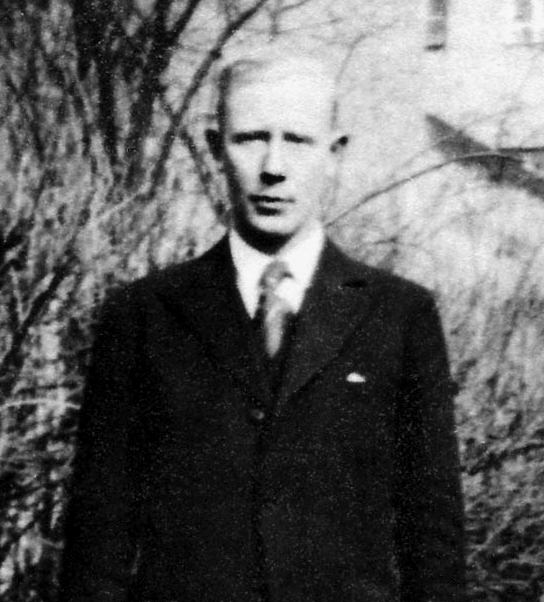
Hans Bothmann (1911–1946)

- Bothmer, Alfred von (1815–1892), preußischer Generalleutnant
- Bothmer, Arpád von (1858–1938), österreichisch-ungarischer Generalmajor
- Bothmer, Bernard V. (1912–1993), deutsch-amerikanischer Ägyptologe
- Bothmer, Dietrich von (1918–2009), deutsch-amerikanischer Archäologe
- Bothmer, Eberhard von (1572–1645), deutscher Adeliger und Verwaltungsbeamter
- Bothmer, Eduard von (1811–1889), preußischer Generalleutnant
- Bothmer, Emily von (1833–1911), deutsche Staatsdame am großherzoglichen Hof von Sachsen-Weimar-Eisenach
- Bothmer, Ernst von (1841–1906), deutscher Diplomat
- Bothmer, Felix von (1852–1937), bayerischer Generaloberst
- Bothmer, Ferdinand von (1758–1826), deutscher Verwaltungsjurist und hannoverscher Oberhauptmann
- Bothmer, Friedrich von (1796–1861), deutscher Richter und Minister des Königreichs Hannover
- Bothmer, Friedrich von (1805–1886), bayerischer General der Infanterie
- Bothmer, Friedrich von (1807–1877), Landrat, Reichstagsabgeordneter
- Bothmer, Fritz von (1883–1941), deutscher Sportpädagoge
- Bothmer, Georg Christian von (1695–1766), deutscher Jurist
- Bothmer, Hans Caspar von (1656–1732), deutsch-britischer Diplomat und PolitikerHans Caspar von Bothmer (1656–1732)

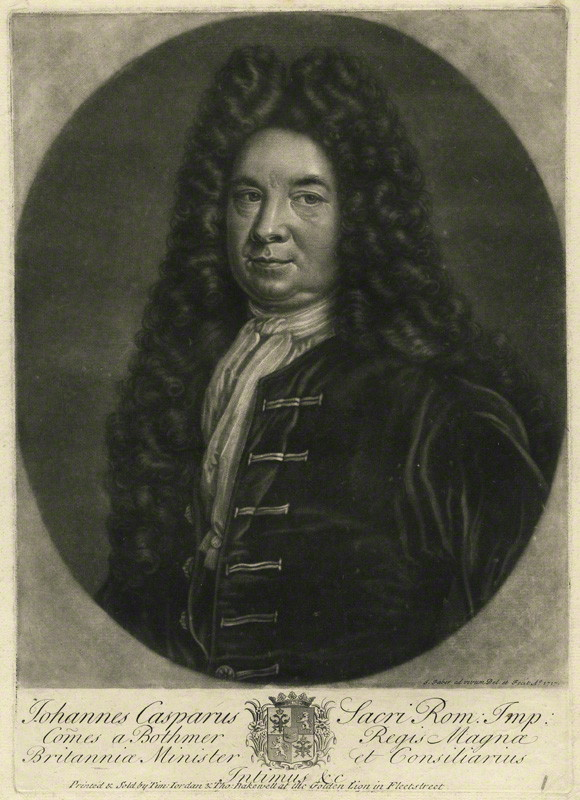
Hans Caspar von Bothmer (1656–1732)

- Bothmer, Hans-Cord von (1936–2021), deutscher Politiker (CDU), MdL
- Bothmer, Hans-Dietrich von (1941–2017), deutscher Diplomat
- Bothmer, Helene Freifrau von (1908–1996), amerikanisch-deutsches Model und Museumskuratorin
- Bothmer, Hippolyt von (1812–1891), deutsch-britischer Offizier und Diplomat
- Bothmer, Ingrid von (1918–2003), deutsche Theater- und Fernsehschauspielerin
- Bothmer, Ivo von (1881–1940), deutscher Rittergutsbesitzer und Politiker (DNVP)
- Bothmer, Karl Freiherr von (1880–1947), deutscher Generalstabsoffizier, Landbundgeschäftsführer, Historiker und Familienforscher
- Bothmer, Karl Graf von (1881–1947), deutscher Publizist
- Bothmer, Karl Graf von (1891–1971), ungarischer Generalkonsul
- Bothmer, Karl von (1770–1845), württembergischer Kammerherr und Gesandter
- Bothmer, Karl von (1799–1852), deutscher Jurist, hannoverscher Justizrat und Politiker
- Bothmer, Lenelotte von (1915–1997), deutsche Politikerin (SPD), MdL, MdB
- Bothmer, Ludwig von (1817–1873), preußischer Generalleutnant
- Bothmer, Marie (* 1995), deutsche PopsängerinMarie Bothmer (* 1995)

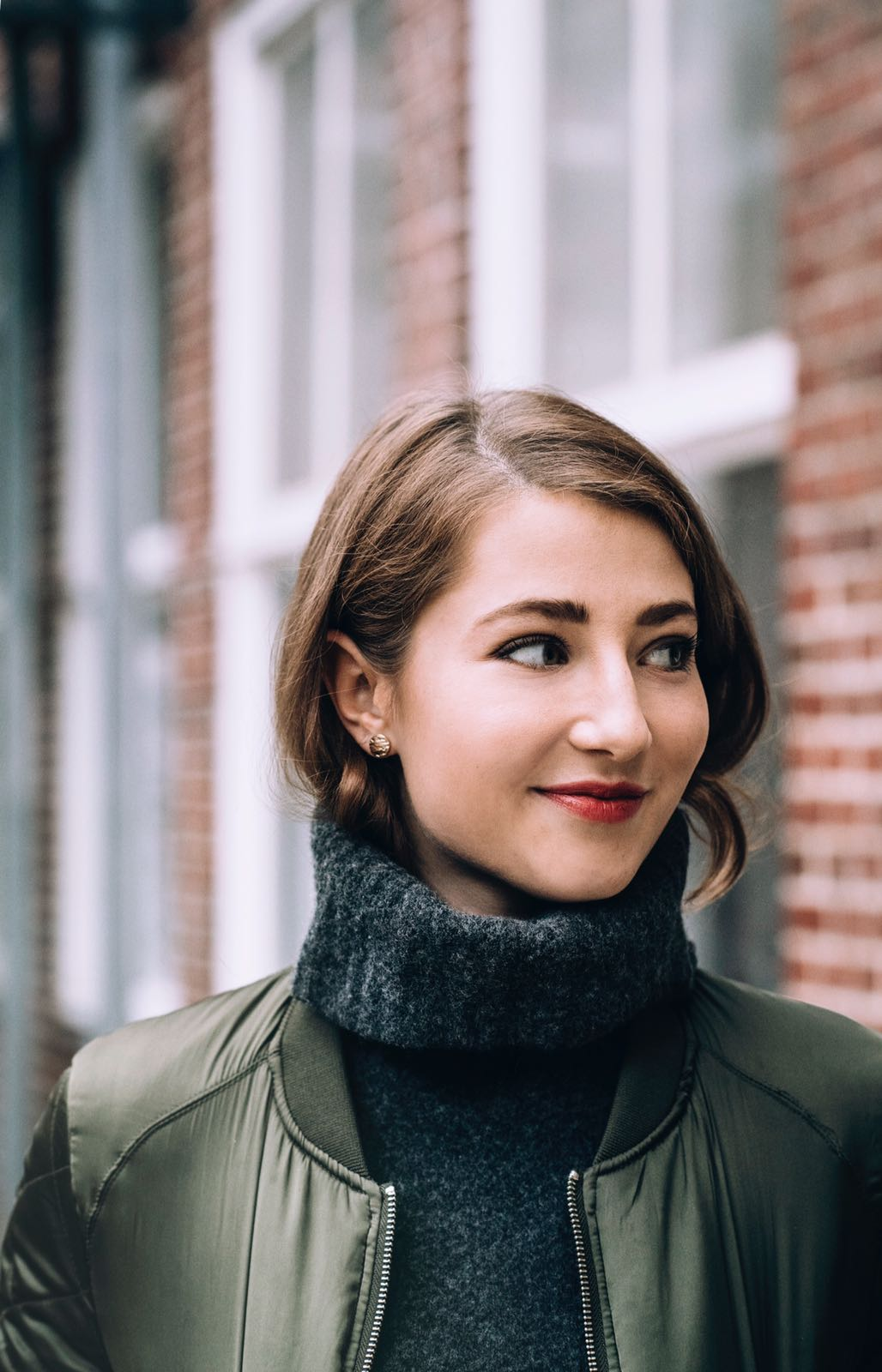
Marie Bothmer (* 1995)

- Bothmer, Mary von (1836–1901), britische Schriftstellerin
- Bothmer, Mary von (1859–1939), britisch-deutsche Schriftstellerin
- Bothmer, Maximilian von (1816–1878), bayerischer Generalleutnant, Generalquartiermeister, Reichsrat
- Bothmer, Otto von (1865–1918), deutscher Fideikommissbesitzer und Politiker, MdR
- Bothmer, Peter-Christian Graf von (* 1941), deutscher Brigadegeneral des Heeres der Bundeswehr
- Bothmer, Richard von (1890–1945), deutscher Generalmajor
- Bothmer, Stephan von (* 1971), deutscher Pianist und Komponist
- Bothner, Albert (1889–1968), deutscher Landrat
- Bothner, Max (1909–1981), deutscher Textilkaufmann, Polizeibeamter und Politiker (SPD), MdL Bayern
- Bothner, Roland (* 1953), deutscher Philosoph, Kunsthistoriker und Literat
- Botho der Ältere zu Stolberg († 1455), deutscher Adliger
- Bothor, Mathias (* 1962), deutscher Fotograf
- Bothroyd, Jay (* 1982), englischer Fußballspieler
- Bothur, Gerhard (1905–1971), deutscher Politiker (SPD), MdL und Beamter
- Bothur, Günter (1941–2022), deutscher Schauspieler
- Bothwell, Arthur von (1821–1904), preußischer Artillerie- und Marineoffizier und Lokalpolitiker
- Bothwell, Johnny (1919–1995), US-amerikanischer Jazzmusiker

### Boti
- Boti, Regino (1878–1958), kubanischer Schriftsteller
- Botía, Alberto (* 1989), spanischer FußballspielerAlberto Botía (* 1989)

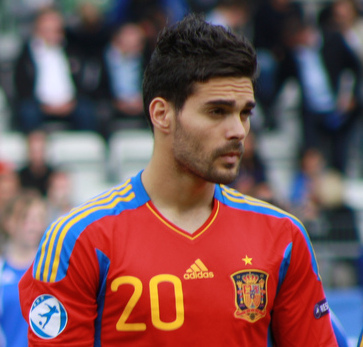
Alberto Botía (* 1989)

- Botía, Marta (* 1974), spanische Liedermacherin
- Botic, Manuel (* 1998), österreichischer Fußballspieler
- Botić, Noah (* 2002), australischer Fußballspieler
- Bötig, Ingo, deutscher Journalist und Moderator
- Bötig, Klaus (1948–2025), deutscher Reiseschriftsteller
- Botija, Rafael Pérez (* 1949), spanischer Komponist und Arrangeur
- Boțilă, Mihai (* 1952), rumänischer Ringer
- Botile, Mbulelo (* 1972), südafrikanischer Boxer
- Botín, Ana (* 1960), spanische BankmanagerinAna Botín (* 1960)

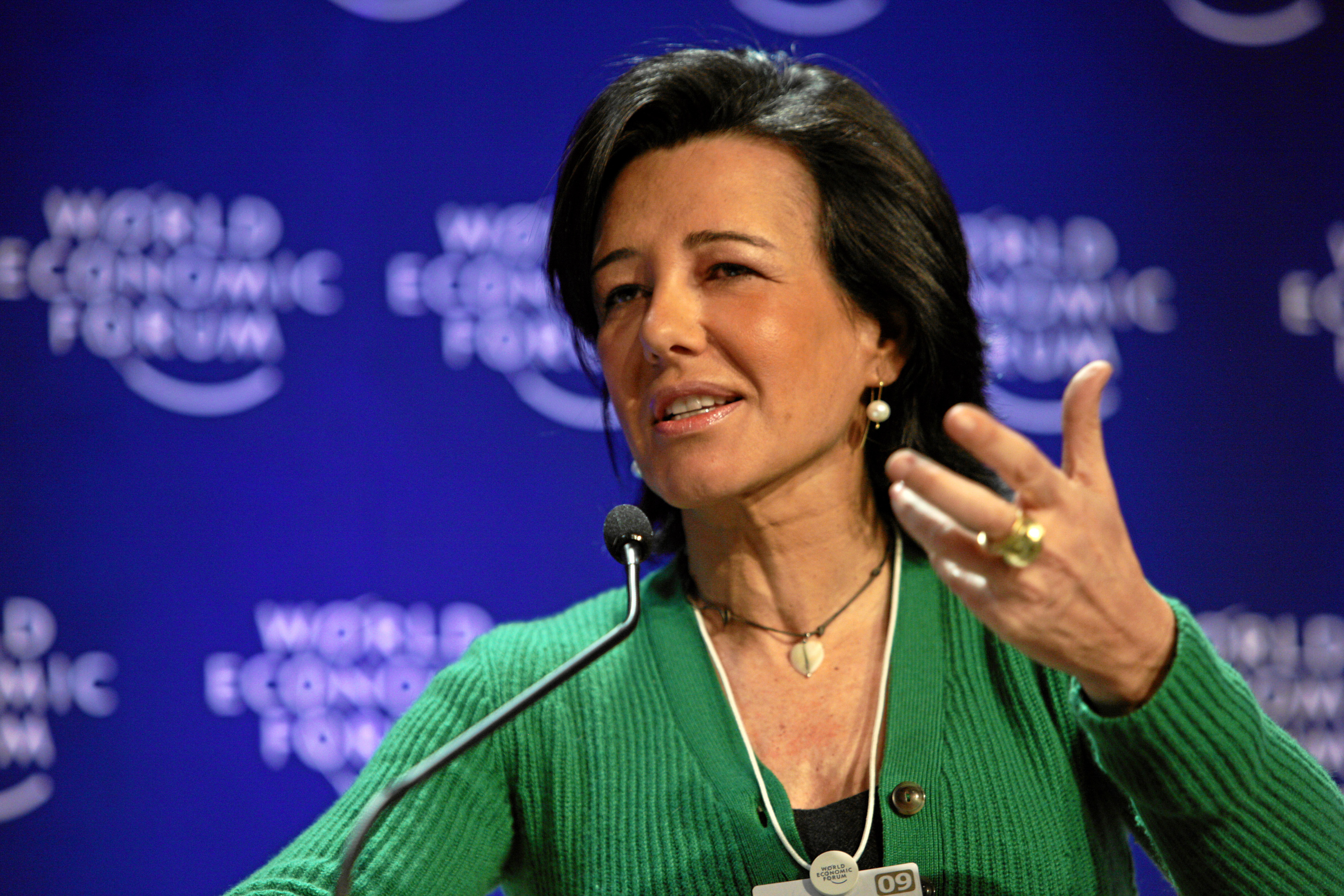
Ana Botín (* 1960)

- Botín, Diego (* 1993), spanischer Regattasegler
- Botín, Emilio (1934–2014), spanischer Bankier und Milliardär

### Botj
- Bötjer, Eefje (* 2004), deutsche Fußballspielerin

### Botk
- Botka, Endre (* 1994), ungarischer Fußballspieler
- Botka, Valéria (1928–2013), ungarische Chorleiterin
- Botkin, Alexander Campbell (1842–1905), US-amerikanischer Politiker
- Botkin, Jeremiah D. (1849–1921), US-amerikanischer Politiker
- Botkin, Jewgeni Sergejewitsch (1865–1918), Leibarzt der Familie des letzten russischen Zaren
- Botkin, Max (* 1979), US-amerikanischer Drehbuchautor
- Botkin, Perry junior (1933–2021), US-amerikanischer Komponist, Songwriter und Musikproduzent
- Botkin, Perry Sr. (1907–1973), US-amerikanischer Jazzmusiker, Komponist und Songwriter
- Botkin, Sergei Dmitrijewitsch (1869–1945), russischer Diplomat
- Botkin, Sergei Petrowitsch (1832–1889), russischer Arzt, ein Pionier auf dem Gebiet der medizinischen Praxis und Ausbildung in Russland
- Botkin, Wassili Petrowitsch (1812–1869), russischer Literatur-, Kunst- und Musikkritiker

### Botl
- Botlogetswe, Christine (* 1995), botswanische Sprinterin

### Botm
- Botman, Sven (* 2000), niederländischer Fußballspieler
- Botman, Wim (* 1985), niederländischer Straßenradrennfahrer
- Botmann, Daniel (* 1984), deutscher Rechtsanwalt, Geschäftsführer des Zentralrats der Juden in Deutschland

### Botn
- Botn, Johan-Olav (* 1999), norwegischer Biathlet
- Botnar, Witali Walerjewitsch (* 2001), russischer Fußballspieler
- Botnari, Eugeniu (1982–2016), Opfer von Gewalt
- Botnari, Mihaela (* 2002), moldauische Leichtathletin
- Botnen, Geir (* 1959), norwegischer klassischer Pianist
- Botner, Olga (* 1953), dänische Physikerin, Hochschullehrerin in Schweden

### Boto
- Boto von Pottenstein (1028–1104), Graf von Pottenstein
- Boto, Eva (* 1995), slowenische Popsängerin
- Boto, Kenji-Van (* 1996), madagassisch-französischer Fußballspieler
- Botobekow, Uran (* 1967), kirgisischer Publizist und Politikwissenschaftler
- Botoe, Thomas Nimene (1912–1969), liberianischer Politiker
- Botoft, Rasmus (* 1972), dänischer Schauspieler
- Botolin, Vid (* 2002), slowenischer Leichtathlet
- Botolph, englischer Mönch und Heiliger
- Botond (1949–2010), ungarischer Bildhauer, Zeichner und Objektkünstler
- Botond, Anneliese (1922–2006), deutsche Verlagslektorin und Übersetzerin
- Botond-Bolics, György (1913–1975), ungarischer Autor und Ingenieur
- Botonjič, Neđad (1977–2005), slowenischer Fußballspieler
- Botos, András (* 1952), ungarischer Boxer
- Botos, Robi (* 1978), kanadischer Jazzmusiker (Piano, Keyboards, Komposition)
- Botoș, Vlad (* 1986), rumänischer Politiker, MdEP
- Botosso, Claudio (* 1958), italienischer Schauspieler
- Botot Dangeville, Marie-Anne (1714–1796), französische Schauspielerin
- Botowamungu, Biko (* 1957), österreichischer BoxerBiko Botowamungu (* 1957)

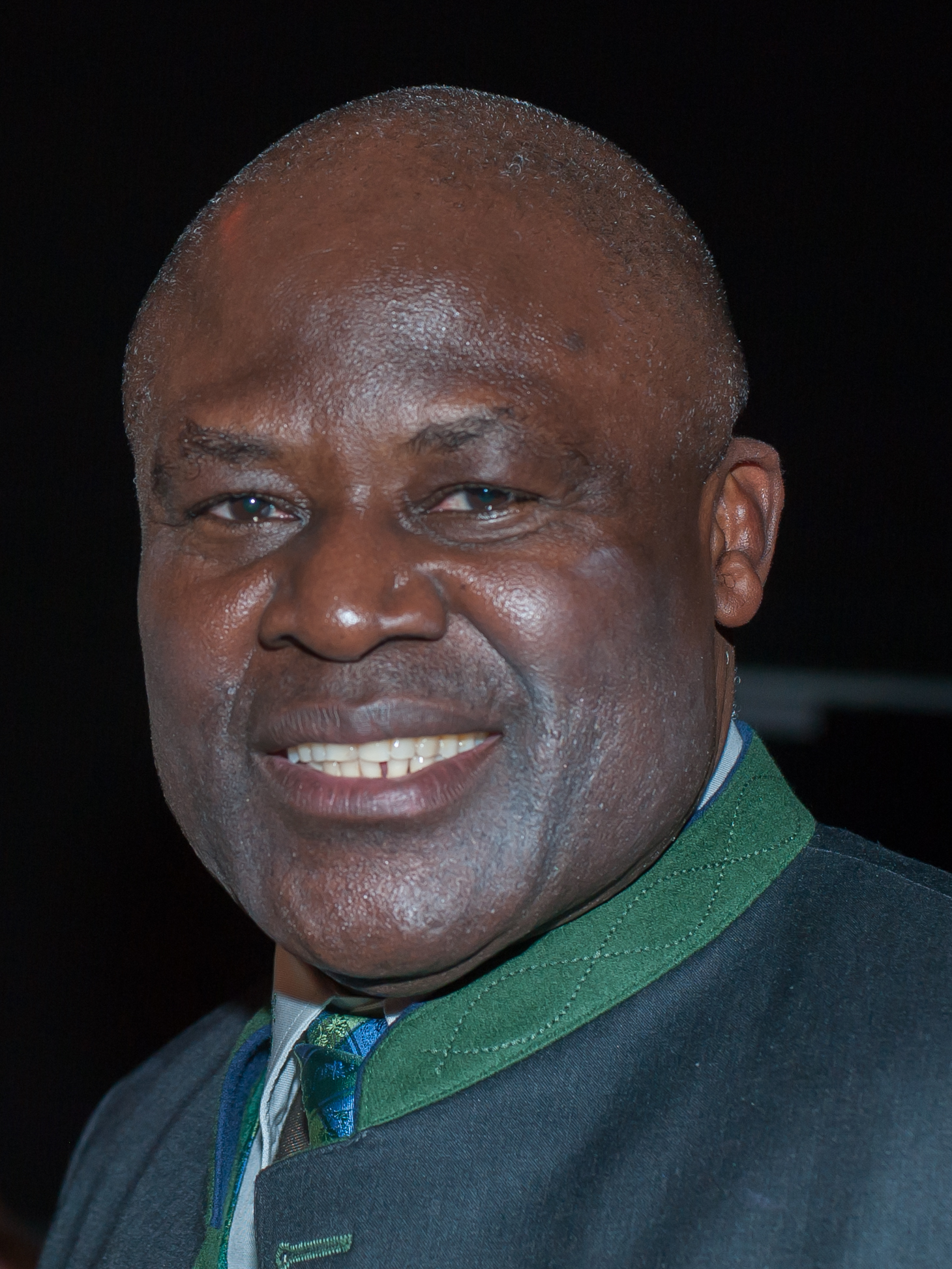
Biko Botowamungu (* 1957)

### Botr
- Botrel, Théodore (1868–1925), französischer Chansonnier
- Botros, Mona, deutsche Journalistin und Filmemacherin
- Botrys, griechischer Bildhauer

### Bots
- Bots, Mārtiņš (* 1999), lettischer Rennrodler
- Botsack, Bartholomäus (1649–1709), deutscher evangelischer Theologe und Pastor, Superintendent der Stadt Braunschweig
- Botsack, Johann (1600–1674), evangelischer Theologe
- Botsari, Anna-Maria (* 1972), griechische Schachmeisterin und Großmeisterin
- Botsaris, Markos (1788–1823), militärischer Führer im Unabhängigkeitskrieg der Griechen
- Botsch, Gideon (* 1970), deutscher Politikwissenschaftler
- Botsch, Marcus (1961–2012), deutscher Designer
- Botsch, Walter (1897–1969), deutscher Generalleutnant im Zweiten Weltkrieg
- Bötsch, Wolfgang (1938–2017), deutscher Politiker (CSU), MdL, MdBWolfgang Bötsch (1938–2017)

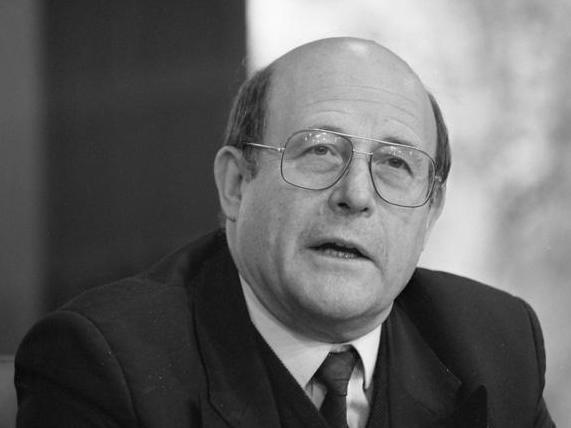
Wolfgang Bötsch (1938–2017)

- Botschanzew, Wiktor Petrowitsch (1910–1990), sowjetischer Botaniker
- Botschanzewa, Sinaida Petrowna (1907–1973), sowjetische Botanikerin und Hochschullehrerin
- Botschar, Klaudia Schanna (* 1980), russische Schauspielerin
- Botscharnikow, Sergei Wadimowitsch (* 1988), russischer und belarussischer Biathlet
- Botscharow, Alexander Wiktorowitsch (* 1975), russischer Radrennfahrer
- Botscharow, Dmitri Iwanowitsch, russischer Steuermann und Forschungsreisender
- Botscharow, Stanislaw Dmitrijewitsch (* 1991), russischer Eishockeyspieler
- Botscharowa, Marija Alexandrowna (* 2002), russische Beachvolleyballspielerin
- Botscharowa, Nina Antonowna (1924–2020), sowjetische Turnerin
- Botschew, Boris (* 1943), bulgarischer Radrennfahrer
- Bötschi, Clair (* 1988), deutscher Künstler, Kurator und Ökonom
- Botschina, Natalja Walerjewna (* 1962), russische Sprinterin
- Botschinsky, Allan (1940–2020), dänischer Jazzmusiker (Trompete, Flügelhorn, Komposition), Dirigent und Musikproduzent
- Botschkarjow, Dmitri Jewgenjewitsch (* 1958), sowjetischer Eisschnellläufer
- Botschkarjow, Pjotr Wladimirowitsch (* 1967), russischer Stabhochspringer
- Botschkarjow, Sergei Wiktorowitsch (* 1941), russischer Mathematiker
- Botschkarjow, Wjatscheslaw (* 1996), kasachischer Nordischer Kombinierer
- Botschkarjowa, Antonina Afanasjewna (1924–1997), sowjetische bzw. russische Augenärztin und Hochschullehrerin
- Botschkarjowa, Jelysaweta (* 1978), ukrainische Radsportlerin
- Botschkarjowa, Jewgenija Alexandrowna (* 1980), russische Rhythmische Sportgymnastin
- Botschkarjowa, Marija Leontjewna (1889–1920), russische Offizierin
- Botschkin, Andrei Jefimowitsch (1906–1979), sowjetischer Wasserbauingenieur
- Botschko, Elijahu (1888–1956), Schweizer Rabbiner
- Botschko, Mosche (1917–2010), schweizerisch-israelischer Rabbiner
- Botschkow, Gleb Wladislawowitsch (* 1994), russischer Schauspieler
- Botschkow, Sergei Konstantinowitsch (1949–2004), sowjetischer Skispringer
- Botschwar Andrei Anatoljewitsch (1902–1984), russischer Metallkundler und Hochschullehrer
- Botschwar, Anatoli Michailowitsch (1870–1947), russischer Metallkundler und Hochschullehrer
- Botschwina, Peter (1948–2014), deutscher Chemiker
- Botsford, Beth (* 1981), US-amerikanische Schwimmerin
- Botsford, George (1874–1949), US-amerikanischer Komponist und Pianist
- Botsford, Sara (* 1951), kanadische Schauspielerin
- Botsio, Isaac (* 1999), ghanaischer Sprinter
- Botsio, Kojo (1916–2001), ghanaischer Politiker, Außenminister von Ghana
- Botsky, Katarina (1880–1945), deutsche Schriftstellerin
- Botstein, David (* 1942), US-amerikanischer Genetiker
- Botstein, Leon (* 1946), US-amerikanischer Dirigent und Musikwissenschaftler
- Botstiber, Hugo (1875–1941), österreichischer Musikwissenschaftler
- Botsy, Ferdinand (1940–2025), madagassischer Ordensgeistlicher, römisch-katholischer Bischof von Ambanja

### Bott
- Bott, Carola (* 1984), deutsche Badmintonspielerin
- Bott, Catherine (* 1995), neuseeländische Fußballspielerin
- Bott, Dieter (* 1943), deutscher Soziologe und Experte für FanprojekteDieter Bott (* 1943)

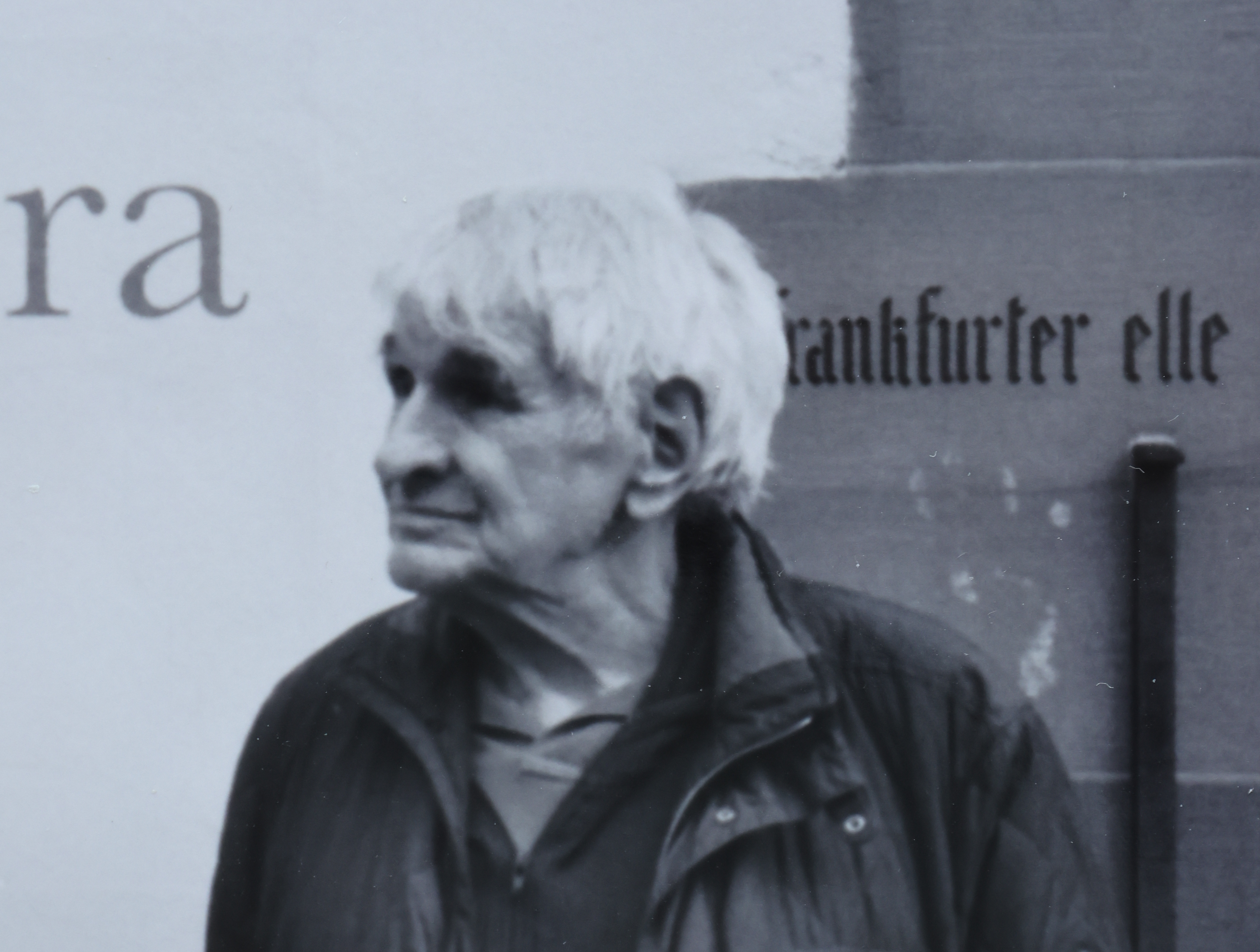
Dieter Bott (* 1943)

- Bott, Emil († 1908), deutschamerikanischer Landschafts- und Porträtmaler der Düsseldorfer Schule
- Bott, Francis (1904–1998), deutscher Maler
- Bott, François (1935–2022), französischer Schriftsteller und Literaturkritiker
- Bott, Frederik (* 1992), deutscher Schauspieler
- Bott, Freimuth (1943–2023), deutscher Fußballspieler
- Bott, Gerhard (1927–2022), deutscher Kunsthistoriker
- Bott, Gerhard (1930–2018), deutscher Journalist und Buchautor
- Bott, Gian Casper (* 1960), Schweizer Kunsthistoriker, Konservator und Kurator
- Bott, Günther (* 1944), deutscher Jurist, Richter am Bundesarbeitsgericht
- Bott, Hans (1902–1980), deutscher Verleger
- Bott, Heinrich (1896–1973), deutscher Gymnasiallehrer und Landeshistoriker
- Bott, Helmuth (1925–1994), deutscher Manager, Vorstand im Unternehmen Porsche
- Bott, Ingo (* 1983), deutscher Strafverteidiger und SchriftstellerIngo Bott (* 1983)

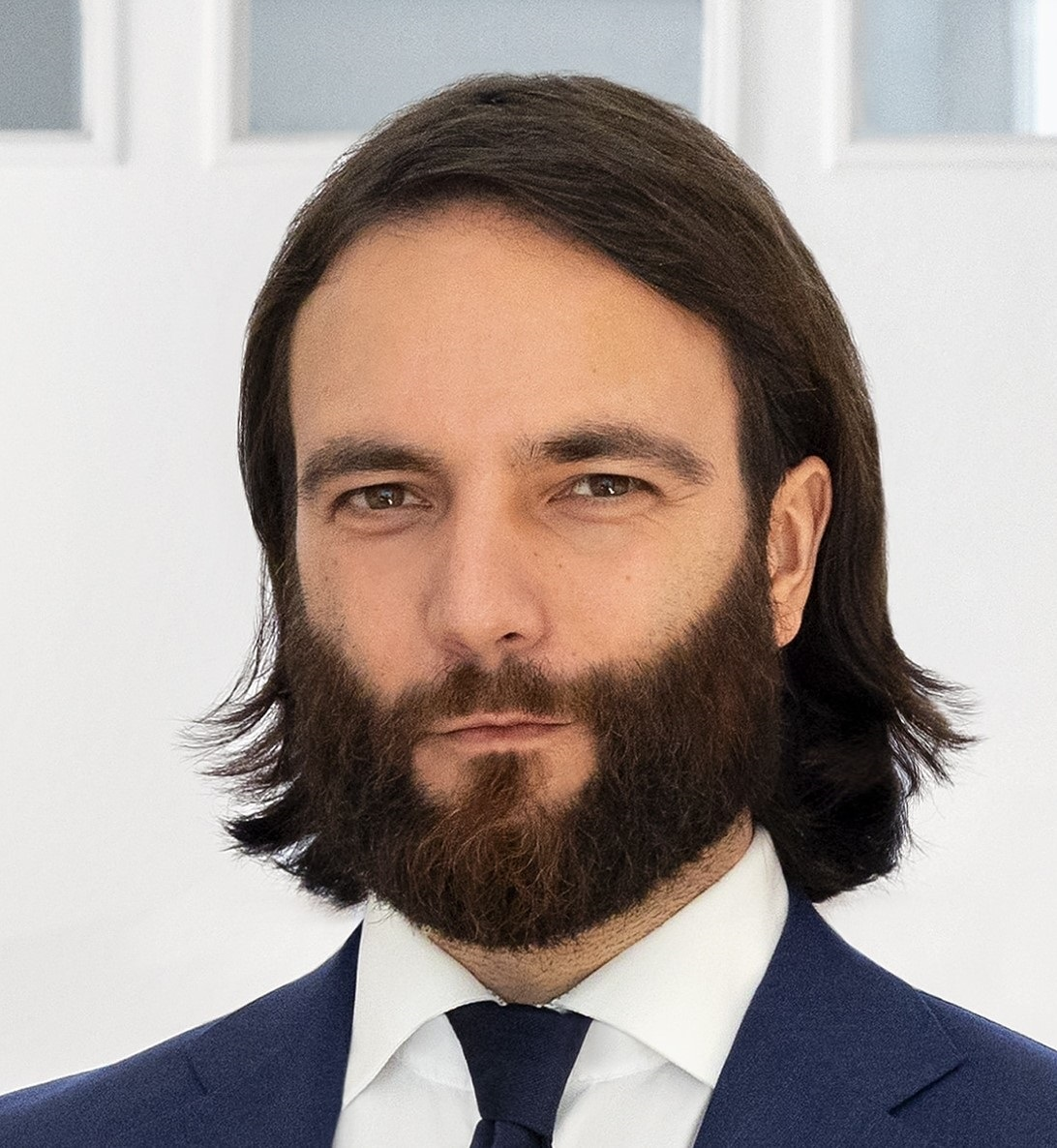
Ingo Bott (* 1983)

- Bott, Jean Joseph (1826–1895), deutscher Geiger und Komponist
- Bott, Johannes (1815–1889), Bürgermeister und Mitglied des Provinziallandtages der Provinz Hessen-Nassau
- Bott, Karsten (* 1960), deutscher Künstler
- Bott, Katharina (* 1941), deutsche Kunsthistorikerin
- Bott, Markus (* 1962), deutscher Boxer
- Bott, Martin (1926–2018), britischer Geologe
- Bott, Michael (* 1954), britischer Schauspieler und Dokumentarfilmer
- Bott, Mirko (* 1972), deutscher Theaterautor, Theaterregisseur
- Bott, Nina (* 1978), deutsche Schauspielerin und Sängerin
- Bott, Oli (* 1974), deutscher Jazz-Musiker
- Bott, Oliver (* 1968), deutscher Medizininformatiker, Professor für Medizinische Informatik an der Hochschule Hannover
- Bott, Otto (1919–1994), deutscher Ingenieur und Unternehmer
- Bott, Raoul (1923–2005), ungarisch-US-amerikanischer Mathematiker
- Bott, Richard (1902–1974), deutscher Zoologe
- Bott, Rudolf (* 1956), deutscher Goldschmied

#### Botta
- Botta Adorno, Antoniotto (1688–1774), österreichischer Offizier, Diplomat und Minister
- Botta d’Adorno, Jakob (1729–1803), k.k Feldmarschall
- Botta, Anne Lynch (1815–1891), US-amerikanische Autorin, Dichterin, Lehrerin und Salonnière
- Botta, Carlo Giuseppe Guglielmo (1766–1837), französischer Historiker und Politiker
- Botta, Emil (1911–1977), rumänischer Schauspieler und Lyriker
- Botta, Klaus (* 1959), deutscher Industriedesigner
- Botta, Mario (* 1943), Schweizer ArchitektMario Botta (* 1943)

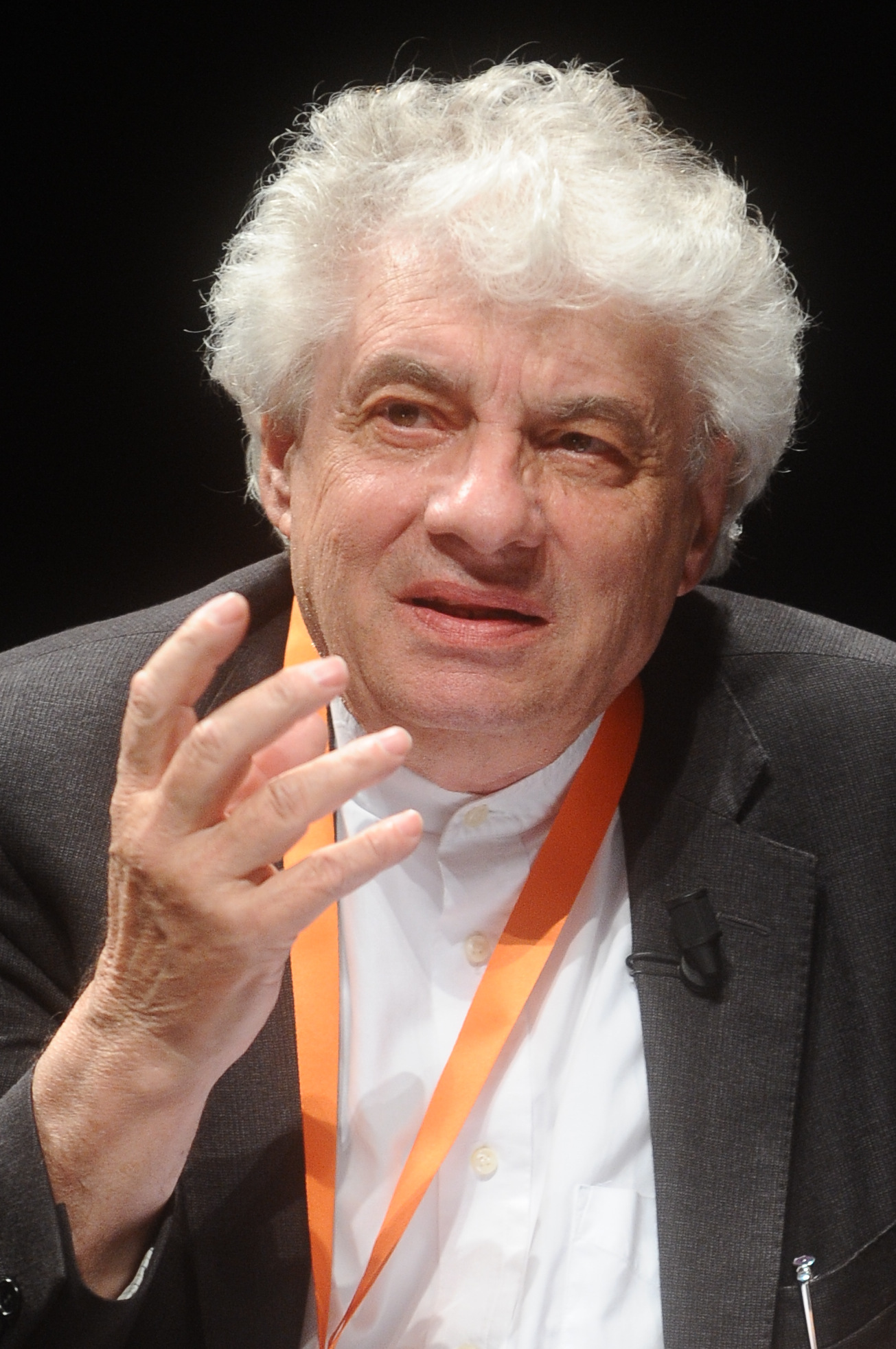
Mario Botta (* 1943)

- Botta, Paul-Émile (1802–1870), französischer Arzt, Entdecker und Vorderasiatischer Archäologe
- Botta, Pierre-Paul (1741–1795), französischer General
- Botta, Rubén (* 1990), argentinisch-italienischer Fußballspieler
- Botta, Yonatan (* 1991), uruguayischer Fußballspieler
- Botta-Adorno, Josef von (1725–1799), k. k. Generalmajor und Ritter des Maria-Theresia-Ordens
- Bottaccioli, Pietro (1928–2017), italienischer Geistlicher, römisch-katholischer Bischof von Gubbio
- Bottai, Giuseppe (1895–1959), italienischer Politiker
- Bottalla, Giovanni Maria (1613–1644), italienischer Maler des Barock
- Bottani, Mattia (* 1991), Schweizer Fussballspieler
- Bottari de Castello, Alberto (1942–2025), italienischer Geistlicher, katholischer Erzbischof und Diplomat
- Bottari, Franco (1925–1988), italienischer Bühnenbildner, Filmregisseur und Drehbuchautor
- Bottari, Giovanni Gaetano (1689–1775), italienischer Lexikograf, Hochschullehrer und Kirchenhistoriker
- Bottari, Lorenzo Maria (* 1949), italienischer Maler und Grafiker
- Bottaro, Elena, italienische Balletttänzerin
- Bottaro, Luciano (1931–2006), italienischer Comiczeichner
- Bottaro, Viviana (* 1987), italienische Karateka
- Bottas, Valtteri (* 1989), finnischer AutomobilrennfahrerValtteri Bottas (* 1989)

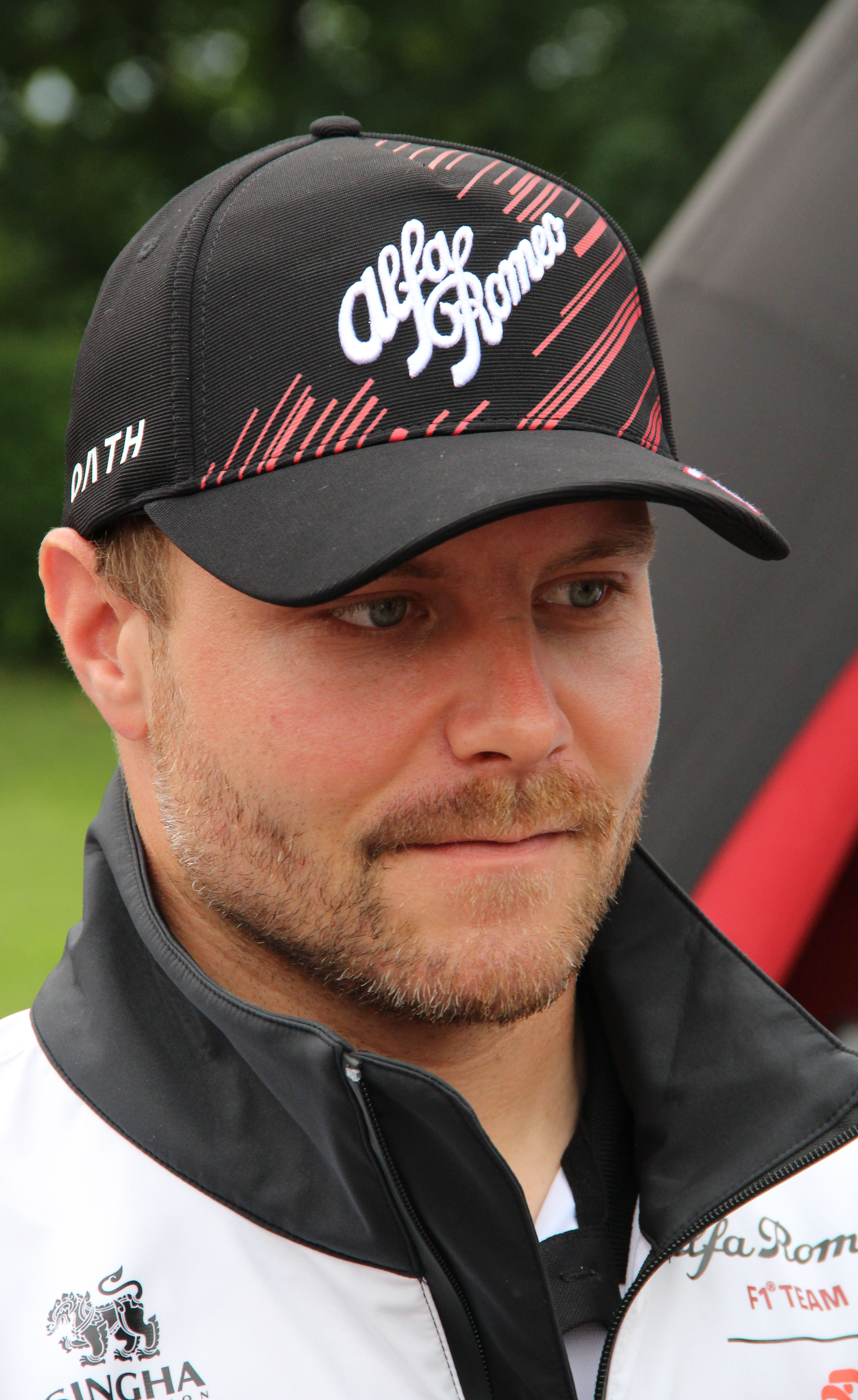
Valtteri Bottas (* 1989)

- Bottasso, Leandro (* 1986), argentinischer Bahn- und Straßenradrennfahrer
- Bottazzi, Guillaume (* 1971), französischer Maler
- Bottazzi, Maria Elena (* 1966), honduranisch-italienisch-amerikanische Mikrobiologin
- Bottazzi, Mario (* 1950), österreichischer Schauspieler, Musiker und Sänger
- Bottazzini, Umberto (* 1947), italienischer Mathematikhistoriker
- Bottazzo, Gian Franco (1946–2017), italienischer Arzt und Diabetologe

#### Bottc
- Böttche, Maria (* 1981), deutsche Psychologin, psychologische Psychotherapeutin und Hochschullehrerin
- Böttche, Thomas (* 1965), deutscher Fußballspieler
- Böttcher, Agathe (* 1929), deutsche Textilgestalterin, Grafikerin und Malerin
- Böttcher, Albert (1889–1965), deutscher Politiker (SPD), MdBB
- Böttcher, Albrecht (* 1954), deutscher Mathematiker
- Böttcher, Alfred (1851–1912), deutscher Turnlehrer, Stadtturninspektor, Verbandsfunktionär und Fachschriftsteller
- Böttcher, Alfred Reinhold (1903–1972), deutscher Schriftsteller, Kinderbuch- und Drehbuchautor
- Böttcher, Andreas (* 1962), deutscher Fusion- und Jazzmusiker
- Böttcher, Anna (* 1967), deutsche Schauspielerin
- Böttcher, Annabelle (* 1961), deutsche Islam- und Politikwissenschaftlerin
- Böttcher, Arne-Carlos (* 1998), deutscher Schauspieler und Model
- Böttcher, August (1825–1900), deutscher Physiker und Naturalienhändler
- Böttcher, Bas (* 1974), deutscher Schriftsteller und Slam-PoetBas Böttcher (* 1974)

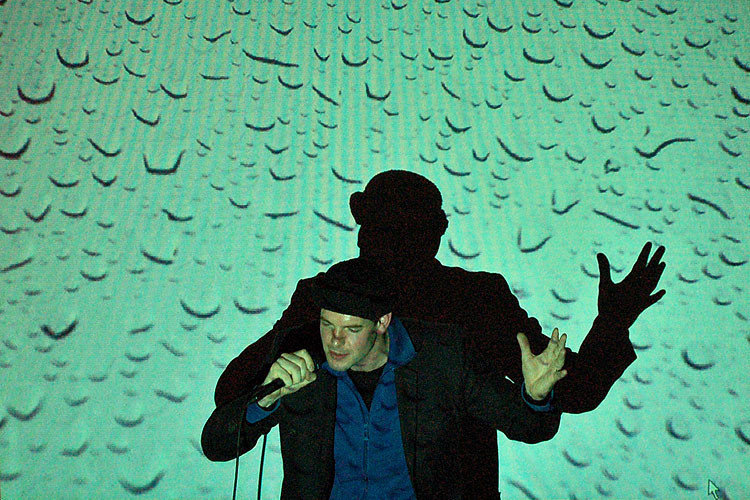
Bas Böttcher (* 1974)

- Böttcher, Bruno (1921–2007), deutscher Richter und Politiker (CDU), Mitglied des Abgeordnetenhauses von Berlin
- Böttcher, Carl (1838–1900), deutscher Pädagoge und Fachautor
- Böttcher, Carl Friedrich Wilhelm (1820–1883), deutscher Orgelbauer
- Böttcher, Cornelia (* 1977), deutsche Tischtennisspielerin
- Böttcher, Dirk (1921–2011), deutscher Buchdruckermeister, Autor und langjähriger Vorsitzender des Vereins der Freunde des Historischen Museums Hannover
- Böttcher, Dorothea (* 1977), deutsche Schauspielerin
- Böttcher, Edmund Günther (1836–1929), Landtagsabgeordneter
- Böttcher, Eduard Theodor (1829–1893), deutscher Mechaniker und Hochschulrektor
- Böttcher, Ernst August (* 1870), deutscher Kaufmann, Entomologe und Naturalienhändler
- Böttcher, Ernst Christoph (1697–1766), deutscher Kaufmann, Gründer und Stifter des Königlichen Evangelischen Schullehrerseminar und einer Freischule
- Böttcher, Frank (* 1968), deutscher Meteorologe, Hörfunk- und Fernsehmoderator
- Böttcher, Frank († 1997), deutscher Punk, Opfer eines rechtsextremen Übergriffes
- Böttcher, Friedrich Karl (1910–2005), deutscher Zoologe, Imker und Bienenkundler
- Böttcher, Frits (1915–2008), niederländischer Wissenschaftler
- Böttcher, Gerd (1936–1985), deutscher Schlagersänger
- Böttcher, Gerlint, deutsche Pianistin
- Böttcher, Gina (* 2001), deutsche Schwimmerin
- Böttcher, Gottfried Heinrich (* 1785), deutscher Kaufmann, Gründer und Stifter des Königlichen Evangelischen Schullehrerseminar und einer Freischule
- Böttcher, Günter (1954–2012), deutscher Handballspieler und -trainer
- Böttcher, Hans (1897–1986), deutscher Maler des späten Expressionismus
- Böttcher, Hans (1898–1936), deutscher Rundfunkpionier, Hörspielsprecher und Regisseur
- Böttcher, Hans (* 1940), deutscher Fußballspieler
- Böttcher, Hans-Joachim (1947–2024), deutscher Autor
- Böttcher, Heike (* 1960), deutsche Architektin
- Böttcher, Helmuth Maximilian (1895–1979), deutscher Jurist und Schriftsteller
- Böttcher, Herbert (1907–1950), deutscher Verwaltungsjurist, Polizeipräsident und SS- und PolizeiführerHerbert Böttcher (1907–1950)

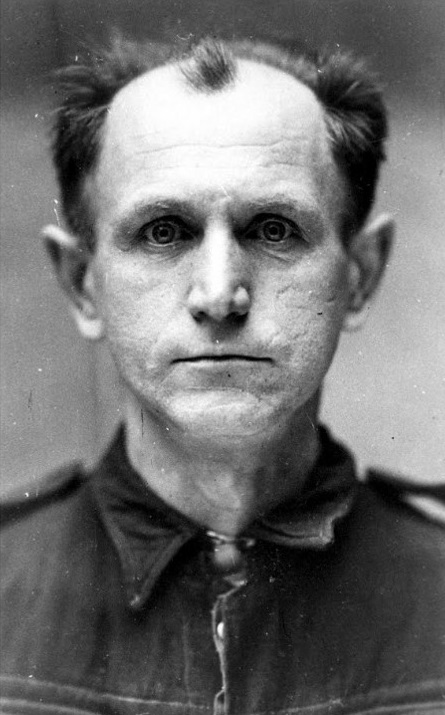
Herbert Böttcher (1907–1950)

- Böttcher, Hermann (1846–1925), deutscher Gymnasialprofessor und Historiker
- Böttcher, Hermann F. (* 1937), deutscher Psychologe
- Böttcher, Ina (* 1975), deutsche Rundfunk- und TV-Journalistin und Moderatorin
- Böttcher, Jan (* 1973), deutscher Schriftsteller und Musiker
- Böttcher, Jennifer (* 1974), deutsche Synchronsprecherin und Sängerin
- Böttcher, Jens (* 1966), deutscher Singer-Songwriter, Musiker, Schriftsteller und Autor
- Böttcher, Jill (* 1986), deutsche Schauspielerin und Synchronsprecherin
- Böttcher, Joachim (1946–2022), deutscher Maler, Zeichner und Bildhauer
- Böttcher, Johann Heinrich (1804–1884), deutscher Pastor, Heimatforscher, Autor und Herausgeber
- Böttcher, Johann Karl (1852–1909), deutscher Reiseschriftsteller
- Böttcher, Johann Max (1920–2014), deutscher Mäzen, Hotelier, Kaufmann und Reserveoffizier
- Böttcher, Jonathan (* 1958), deutscher Liedermacher und Gitarrist
- Böttcher, Jörg (* 1964), deutscher Elektroingenieur
- Böttcher, Julia, deutsche Mathematikerin
- Böttcher, Julius (1886–1970), deutscher Lehrer, Autor, Heimatforscher, Paläontologe und Fossiliensammler
- Böttcher, Jürgen (* 1931), bedeutender deutscher Maler und DokumentarfilmregisseurJürgen Böttcher (* 1931)

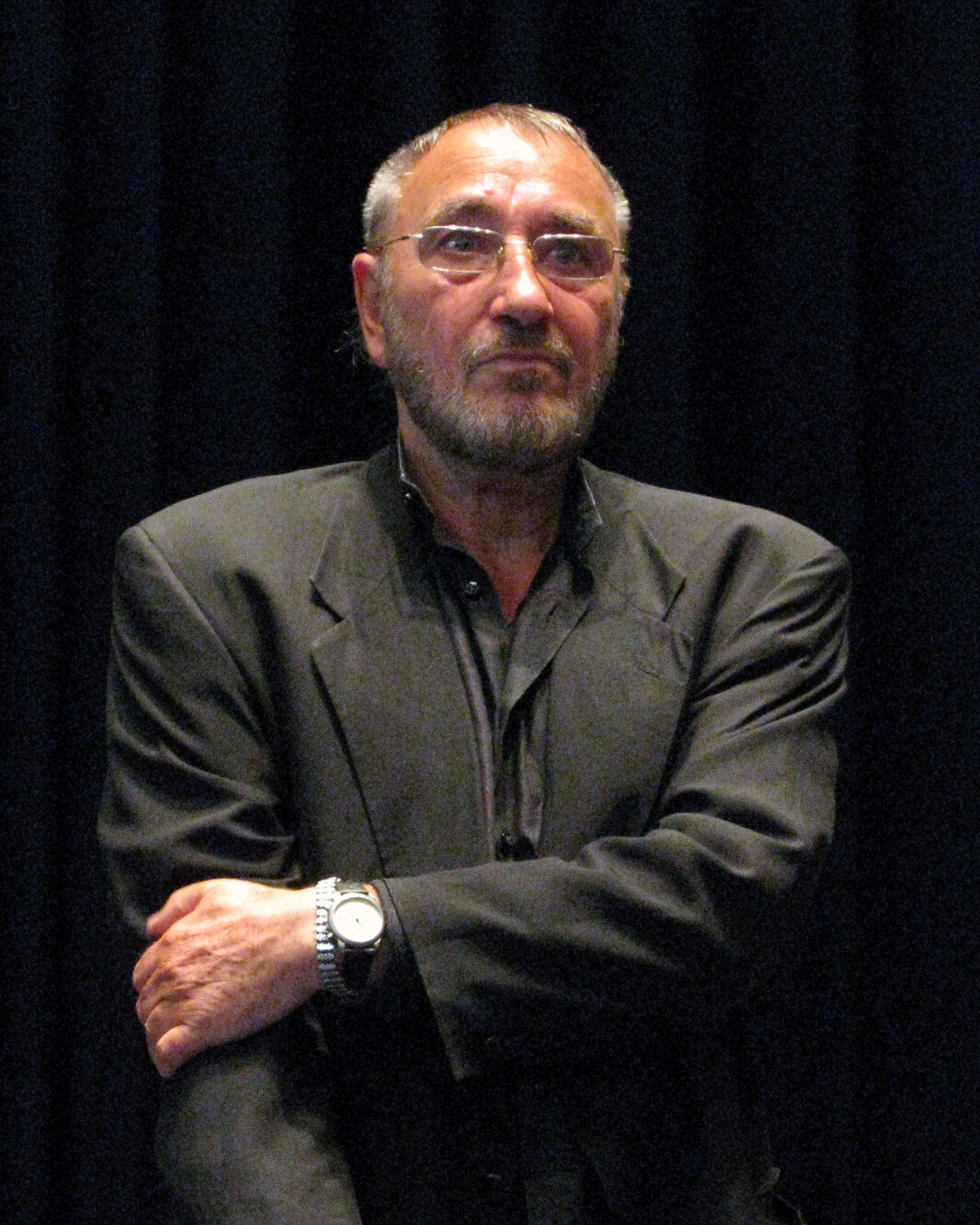
Jürgen Böttcher (* 1931)

- Böttcher, Karl (* 1897), deutscher Parteifunktionär (NSDAP)
- Böttcher, Karl (1904–1992), deutscher Architekt
- Böttcher, Karl (1905–1963), deutscher Verwaltungs- und Versicherungsjurist, Landrat in der Neumark, Ministerialbeamter
- Böttcher, Karl-Heinz (1944–2008), deutscher Fußballspieler
- Böttcher, Karsten (* 1970), deutscher Fußballspieler
- Böttcher, Klaus (* 1941), deutscher SED- und FDJ-Funktionär
- Böttcher, Kurt (1902–1986), deutscher Politiker (SPD), MdA
- Böttcher, Lino (* 2000), deutscher Synchronsprecher
- Böttcher, Lucjan Emil (1872–1937), polnischer Mathematiker
- Böttcher, Manfred (1926–2019), deutscher adventistischer Pastor, Theologe und Direktor des Theologischen Seminars Friedensau
- Böttcher, Manfred (1928–2012), deutscher Wirtschaftsmanager
- Böttcher, Manfred (1933–2001), deutscher Maler und Grafiker
- Böttcher, Manfred Richard (1939–2008), deutscher Maler und Grafiker
- Böttcher, Maritta (* 1954), deutsche Politikerin (Die Linke), MdB
- Böttcher, Markus (* 1964), deutscher Schauspieler
- Böttcher, Martin (1927–2019), deutscher Filmkomponist und DirigentMartin Böttcher (1927–2019)

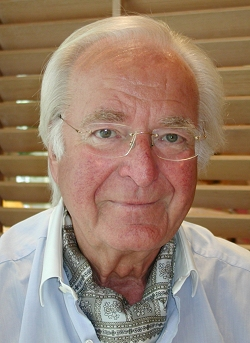
Martin Böttcher (1927–2019)

- Böttcher, Martin (* 1972), deutscher Radiomoderator, DJ, Musikjournalist
- Böttcher, Matthias (* 1959), deutscher Politiker (Bündnis 90/Die Grünen), MdL
- Böttcher, Max Karl (1881–1963), deutscher Schriftsteller
- Böttcher, Maximilian (1872–1950), deutscher Schriftsteller
- Böttcher, Monika (* 1968), deutsche parteilose Politikerin, Bürgermeisterin von Maintal
- Böttcher, Moritz (1820–1907), deutscher Turnpädagoge
- Böttcher, Niels (1962–2020), deutscher Politiker (CDU), MdHB
- Böttcher, Nikolaus (* 1963), deutscher Historiker
- Böttcher, Oliver (* 1971), deutscher Synchronsprecher, Dialogbuchautor, Dialogregisseur und Hörspielsprecher
- Böttcher, Paul (1891–1975), deutscher kommunistischer Politiker, Abgeordneter und Journalist
- Böttcher, Petra (* 1957), deutsche bildende Künstlerin
- Böttcher, Reinhard (* 1937), deutscher Jurist, Präsident des OLG Bamberg
- Böttcher, René (* 1979), deutscher Schauspieler, Regisseur und Theaterpädagoge
- Böttcher, Robert (1890–1962), deutscher Kunsterzieher
- Böttcher, Robert (* 1989), deutscher Volleyballspieler
- Böttcher, Roland (* 1955), deutscher Rechtswissenschaftler
- Böttcher, Rolf (* 1935), deutscher Diplomat, Botschafter der DDR in Finnland
- Böttcher, Rolf (1935–2019), deutscher Synodalpräsident und Heimatforscher
- Böttcher, Roman (* 1979), deutscher Crosslauf-Sommerbiathlet
- Böttcher, Ronald (1928–2014), deutscher Diplomat, Botschafter der DDR, SED-Funktionär
- Böttcher, Selina (* 1998), deutsche Schauspielerin und Synchronsprecherin
- Böttcher, Susann, deutsche Radiomoderatorin
- Böttcher, Sven (* 1964), deutscher Schriftsteller und Übersetzer
- Böttcher, Thomas (* 1965), deutscher Journalist, Moderator und Schauspieler
- Böttcher, Tido (1940–2016), deutscher Hochschullehrer für Betriebswirtschaft
- Böttcher, Tim (* 1991), deutscher Floorballspieler
- Böttcher, Tino (* 1983), deutscher Fernsehmoderator und Reporter
- Böttcher, Tom (* 1994), deutscher SchauspielerTom Böttcher (* 1994)

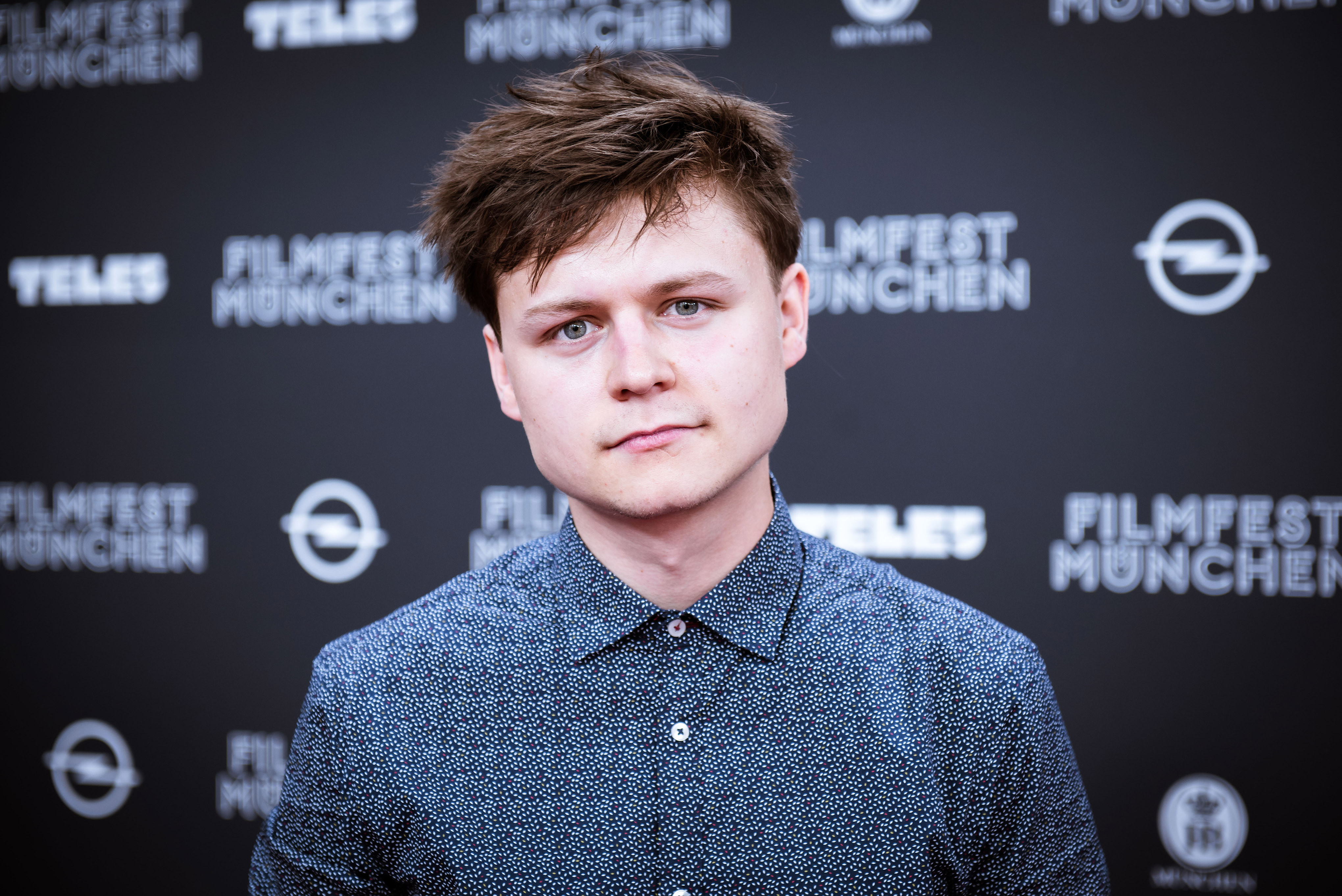
Tom Böttcher (* 1994)

- Böttcher, Uli (* 1955), deutscher Percussionist und Live-Elektroniker
- Böttcher, Ursula (1927–2010), deutsche Dompteurin
- Böttcher, Uwe (* 1962), deutscher Fußballspieler
- Böttcher, Valeska (* 1967), deutsche Juristin und Richterin am Bundesgerichtshof
- Böttcher, Viktor (1880–1946), deutscher Verwaltungsjurist und Nationalsozialist
- Böttcher, Walther (1901–1983), deutscher Politiker (CDU), MdL
- Böttcher, Werner (1909–1944), deutscher Mittelstreckenläufer
- Böttcher, Winfried (* 1936), deutscher Politikwissenschaftler
- Böttcher, Wolfgang (* 1948), deutscher Maler und Grafiker
- Böttcher, Wolfgang (* 1953), deutscher Pädagoge
- Böttcher, Wolfgang (* 1953), deutscher Badmintonspieler

#### Botte
- Botte, Bernard (1893–1980), belgischer Patrologe und Liturgiewissenschaftler
- Bottecchia, Ottavio (1894–1927), italienischer RadrennfahrerOttavio Bottecchia (1894–1927)

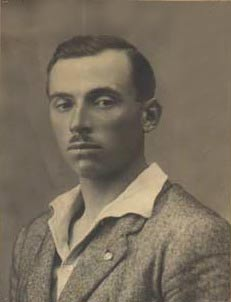
Ottavio Bottecchia (1894–1927)

- Botteghin, Eric (* 1987), brasilianischer Fußballspieler
- Bottego, Vittorio (1860–1897), italienischer Afrikaforscher
- Bottema, Oene (1901–1992), niederländischer Mathematiker
- Bottemanne, Caspar Josephus Martinus (1823–1903), niederländischer Kleriker und Bischof von Haarlem
- Botten, Else-May (* 1973), norwegische Politikerin
- Botten-Hansen, Paul (1824–1869), norwegischer Literaturkritiker, Bibliograph und Bibliothekar
- Bottenbruch, Hermann (1928–2019), deutscher Mathematiker und Informatiker
- Bottengruber, Ignaz, deutscher Porzellanmaler
- Botteon, Brunno (* 1995), brasilianischer Pokerspieler
- Bottequin, Jean-Marie Albert (* 1941), belgischer Fotograf, Fotojournalist, Fotokünstler und Pantomime
- Botter Gomez, Nicole (* 1997), italienische Shorttrackerin
- Botterbusch, Vera (* 1942), deutsche Autorin, Regisseurin und Filmemacherin
- Botteri, Stéphane (* 1962), französischer Eishockeyspieler und -trainer
- Botterill, Jason (* 1976), kanadischer Eishockeyspieler und -funktionär
- Botterill, Jennifer (* 1979), kanadische Eishockeyspielerin
- Botterill, Linda, australische Politikwissenschaftlerin
- Bottermann, Arndt († 1647), Bauer, Angeklagter in einem Hexenprozess
- Bottermann, Heinrich (* 1955), deutscher Veterinärmediziner und Ministerialbeamter
- Bottéro, Jean (1914–2007), französischer Altorientalist
- Bottero, Pierre (1964–2009), französischer Autor
- Bottero, Severino (1957–2006), italienischer Ski Alpin-Trainer
- Botteron, René (* 1954), Schweizer FußballspielerRené Botteron (* 1954)

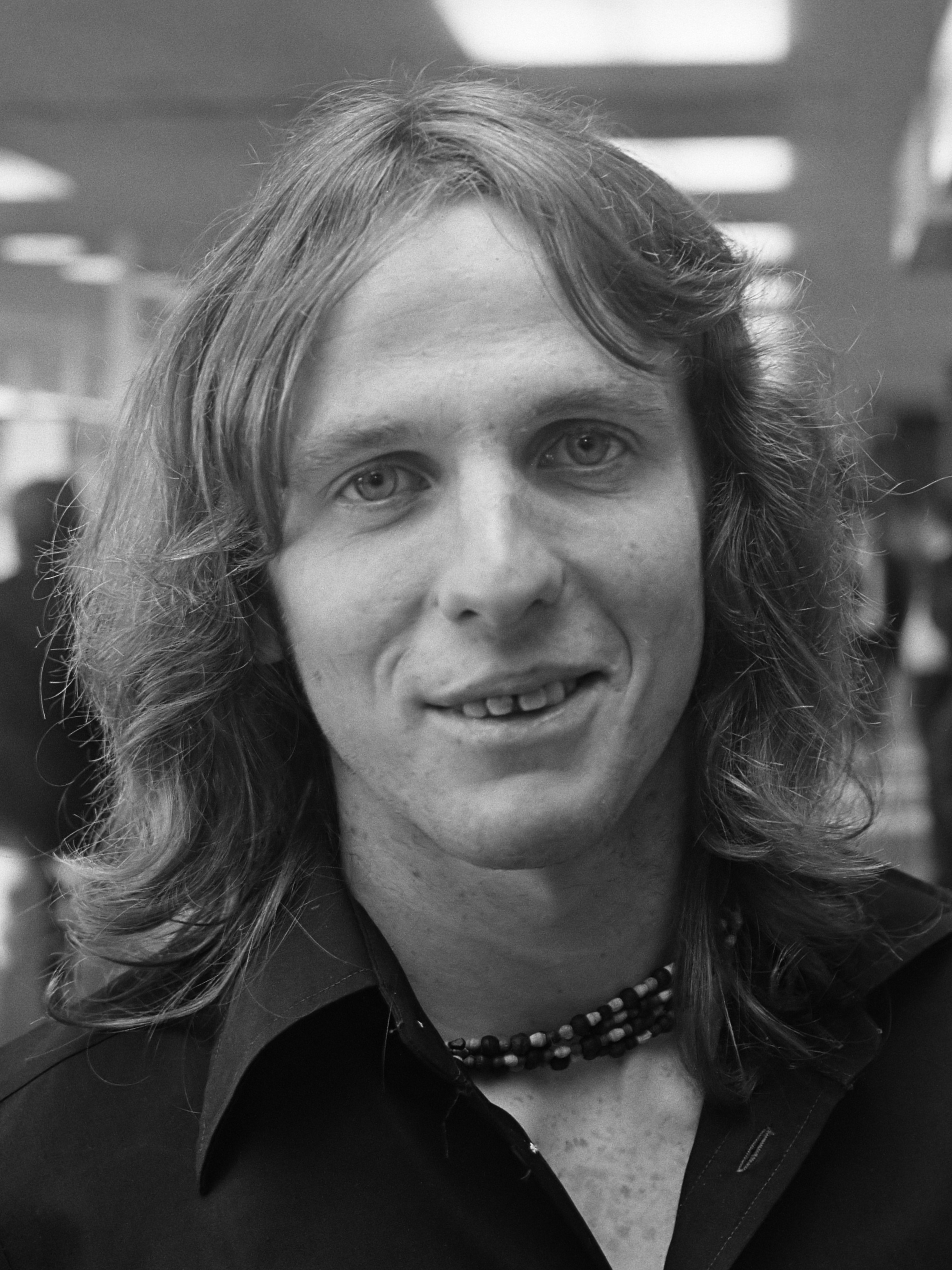
René Botteron (* 1954)

- Botterweck, Johannes (1917–1981), deutscher Theologe
- Bottesch, Martin (* 1953), rumänischer Autor und Lokalpolitiker
- Bottesch, Sieglinde (* 1938), deutsche Malerin, Grafikerin und Objektkünstlerin
- Bottesi, Wanda (1923–2008), österreichische Gerechte unter den Völkern
- Bottesini, Giovanni (1821–1889), italienischer Kontrabassist, Dirigent und Komponist

#### Bottg
- Böttge, Bruno (1891–1967), deutscher Politiker, MdV, Bürgermeister von Eisleben, Häftling im Konzentrationslager und Landtagspräsident von Sachsen-Anhalt
- Böttge, Bruno J. (1925–1981), deutscher Filmemacher
- Böttgen, Arthur (* 1919), deutscher Fußballspieler
- Böttger, Adolf (1815–1870), deutscher Lyriker, Dramatiker und Übersetzer
- Böttger, August (1850–1919), deutscher Gastwirt und Politiker, MdL
- Böttger, Burkhard (1934–2015), deutscher Klassischer Archäologe
- Böttger, Christian (* 1963), deutscher Wirtschaftsingenieur und Hochschullehrer
- Böttger, Eckhard (1954–2010), deutscher Maler, Grafiker und Plastiker
- Böttger, Franz (1888–1946), deutscher Rapportführer im KZ Dachau und Kriegsverbrecher
- Böttger, Fritz (1902–1981), deutscher Tänzer, Choreograf, Drehbuchautor und Filmregisseur
- Böttger, Fritz (1909–1994), deutscher Schriftsteller
- Böttger, Georg (1821–1901), deutscher Lithograf, Gravierer und Fotograf
- Böttger, Gerd (* 1948), deutscher Politiker (SED, PDS und Die Linke)
- Böttger, Gottfried (1949–2017), deutscher PianistGottfried Böttger (1949–2017)

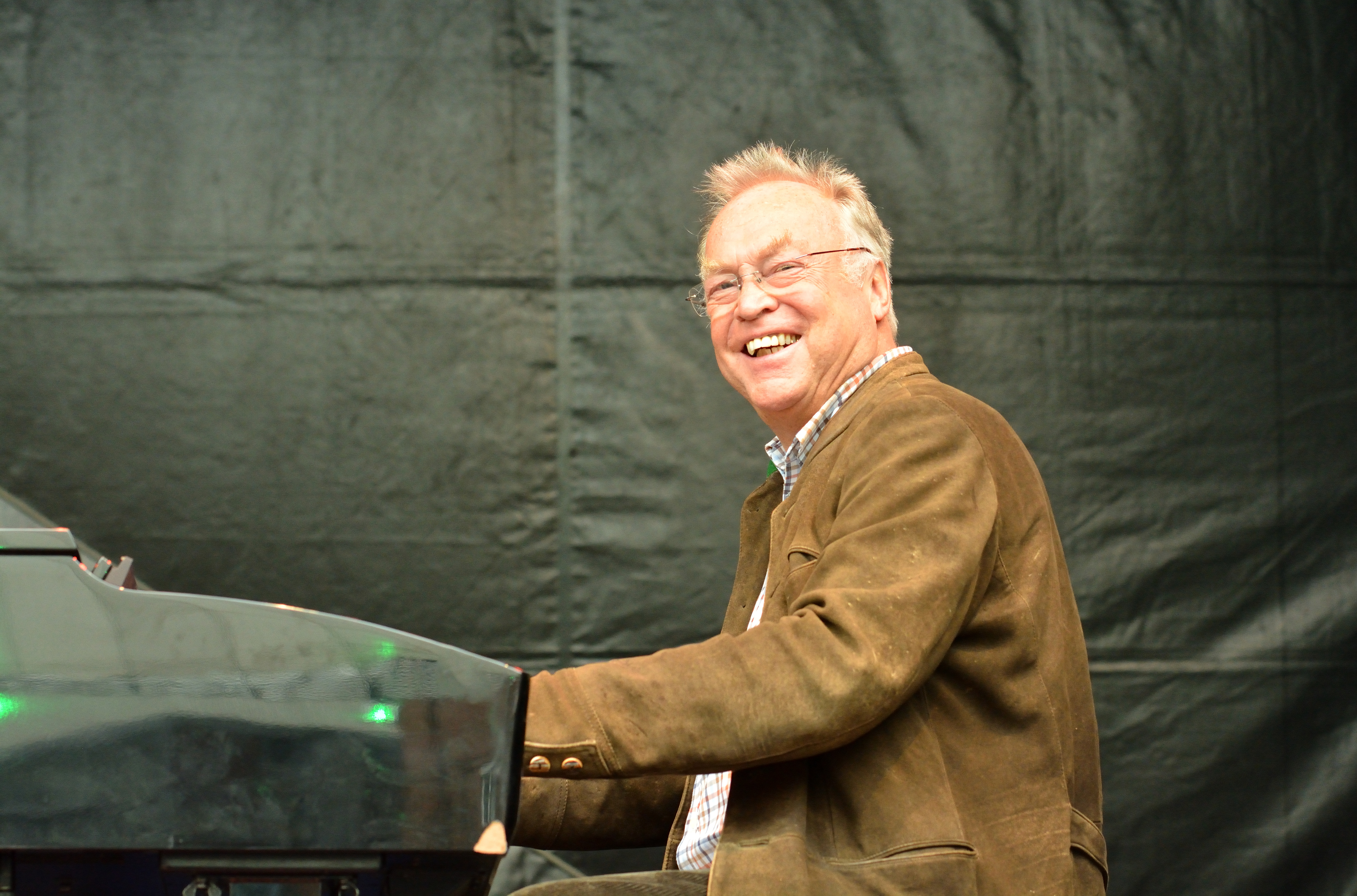
Gottfried Böttger (1949–2017)

- Böttger, Gotthard (1893–1949), deutscher nationalsozialistischer Funktionär
- Böttger, Gunter (1946–2025), deutscher Grafiker und Illustrator
- Böttger, Gustav (1808–1880), deutscher evangelischer Theologe und Autor
- Böttger, Harald (* 1940), deutscher Physiker
- Böttger, Heiner (* 1961), deutscher Sprachdidaktiker
- Böttger, Heinrich (1801–1891), deutscher Bibliothekar und Historiker
- Böttger, Herbert (1898–1954), deutscher Maler
- Böttger, Hermann (1878–1946), deutscher Kameramann
- Böttger, Hermann Julius (1843–1917), deutscher Apotheker und Publizist
- Böttger, Horst (* 1937), deutscher Schachkomponist
- Böttger, Horst (* 1939), deutscher Mediziner
- Böttger, Hugo (1863–1944), deutscher Publizist und Politiker, MdR
- Böttger, Janina (* 1982), deutsche Politikerin (Die Linke), MdB
- Böttger, Johann Friedrich (1682–1719), deutscher AlchemistJohann Friedrich Böttger (1682–1719)

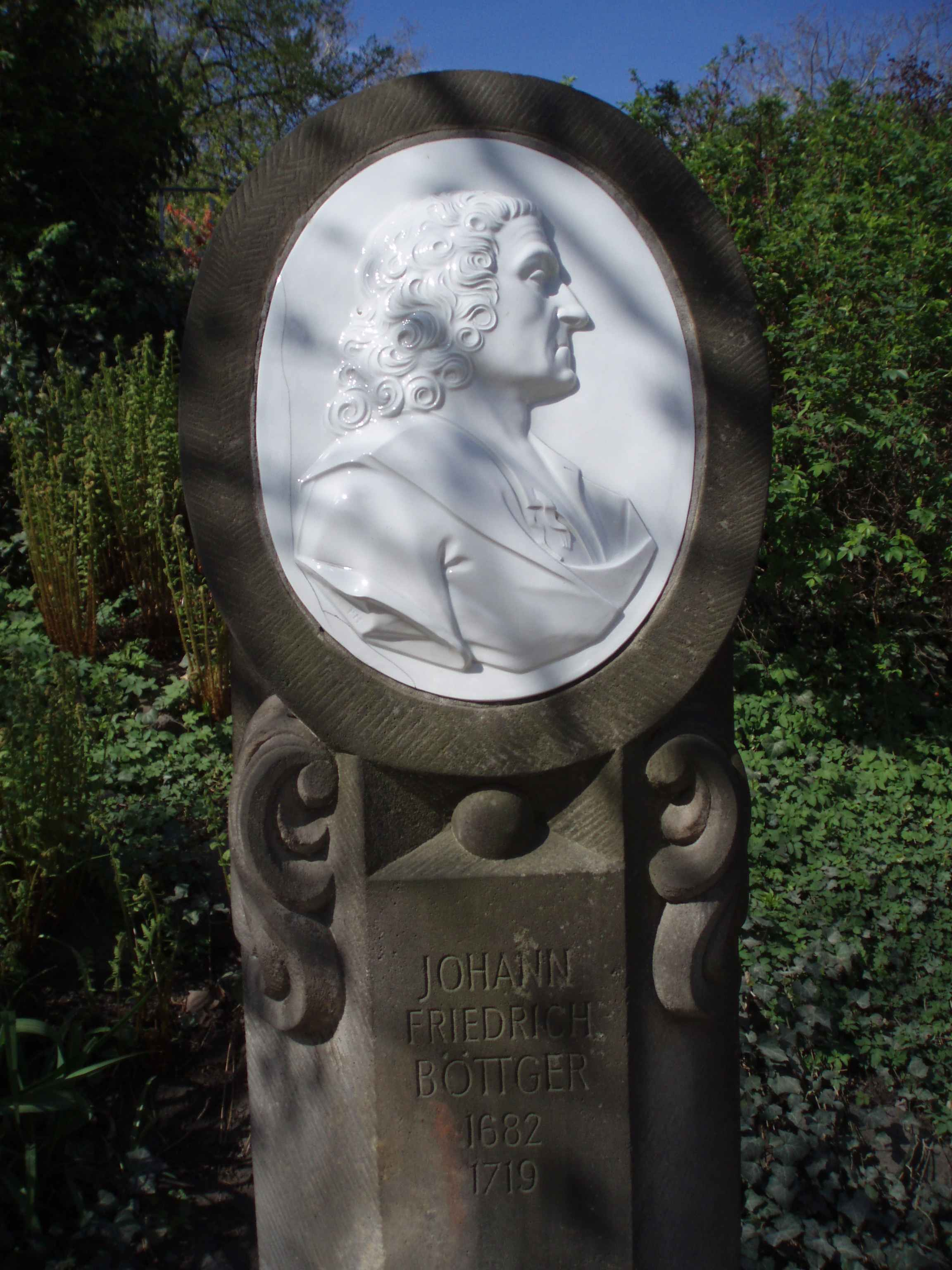
Johann Friedrich Böttger (1682–1719)

- Böttger, Josephin (* 1965), deutsche Videokünstlerin
- Böttger, Klaus (1942–1992), deutscher Graphiker
- Böttger, Kurt, deutscher Fußballspieler
- Böttger, Kurt (1923–1993), deutscher Diplomat, Botschafter der DDR
- Böttger, Ludwig (1845–1894), deutscher Architekt, preußischer Baubeamter und Autor
- Böttger, Magnus (1813–1881), deutscher lutherischer Geistlicher
- Böttger, Martin (* 1947), deutscher Bürgerrechtler und Politiker (Neues Forum), MdV, MdL
- Böttger, Matthias (* 1974), deutscher Architekt, Kurator und Hochschullehrer
- Böttger, Olaf (* 1956), deutscher Politiker (CDU), MdHB
- Böttger, Oskar (1844–1910), deutscher Herpetologe, Paläontologe und Malakologe
- Böttger, Otto (1923–2001), deutscher Physiker und Hochschullehrer
- Böttger, Paul († 1933), deutscher Architekt und preußischer Baubeamter
- Böttger, Richard (1873–1957), deutscher Politiker (SPD)
- Böttger, Rudolf (1887–1973), österreichischer Maler
- Böttger, Rudolf Christian (1806–1881), deutscher Chemiker und Physiker
- Böttger, Stefan, deutscher Basketballspieler
- Böttger, Svenja (* 1988), deutsche Kulturmanagerin
- Böttger, Thomas (* 1957), deutscher Komponist, Pianist und Redakteur
- Böttger, Walter (* 1899), deutscher Schiffer und Mitglied der Volkskammer der DDR
- Böttger, Werner (1895–1971), deutscher Diplom-Ingenieur und Hochschullehrer
- Böttger, Wilhelm (1871–1949), deutscher Chemiker

#### Botth
- Botthof, Matthias (* 1972), deutscher Bodybuilder und Kampfsportler
- Botthof, Tabea (* 2000), deutsche Eishockeyspielerin

#### Botti
- Botti, Chris (* 1962), US-amerikanischer Jazz-TrompeterChris Botti (* 1962)

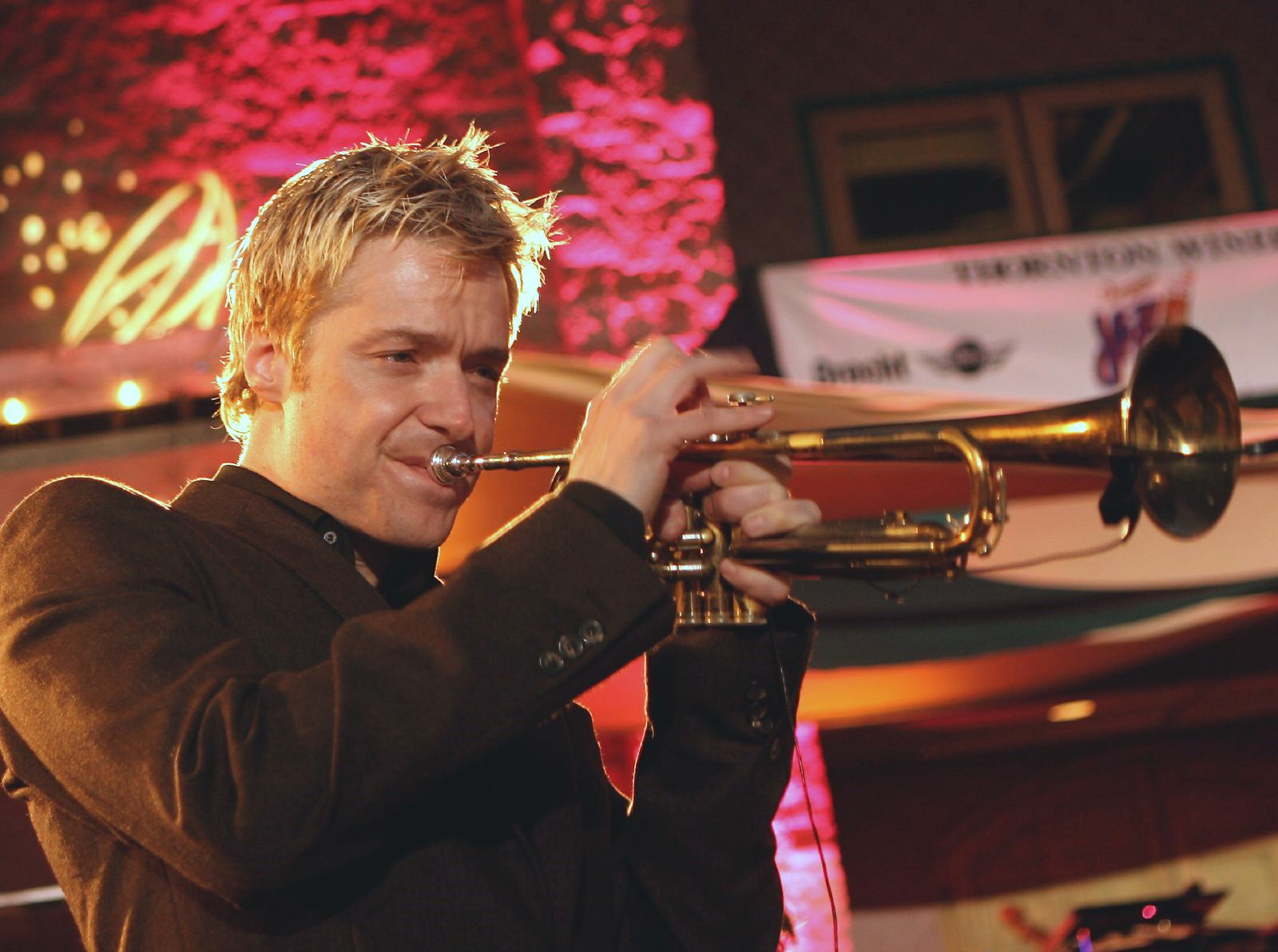
Chris Botti (* 1962)

- Botti, Francesco (1640–1711), italienischer Maler des Barock
- Botti, Raphael (* 1981), brasilianischer Fußballspieler
- Botti, Silvana (* 1974), deutsche Physikerin und Hochschullehrerin
- Botticelli, Michael (1959–2023), US-amerikanischer Eiskunstläufer
- Botticelli, Sandro (* 1445), italienischer Maler und Zeichner der Florentiner Schule in der RenaissanceSandro Botticelli (* 1445)

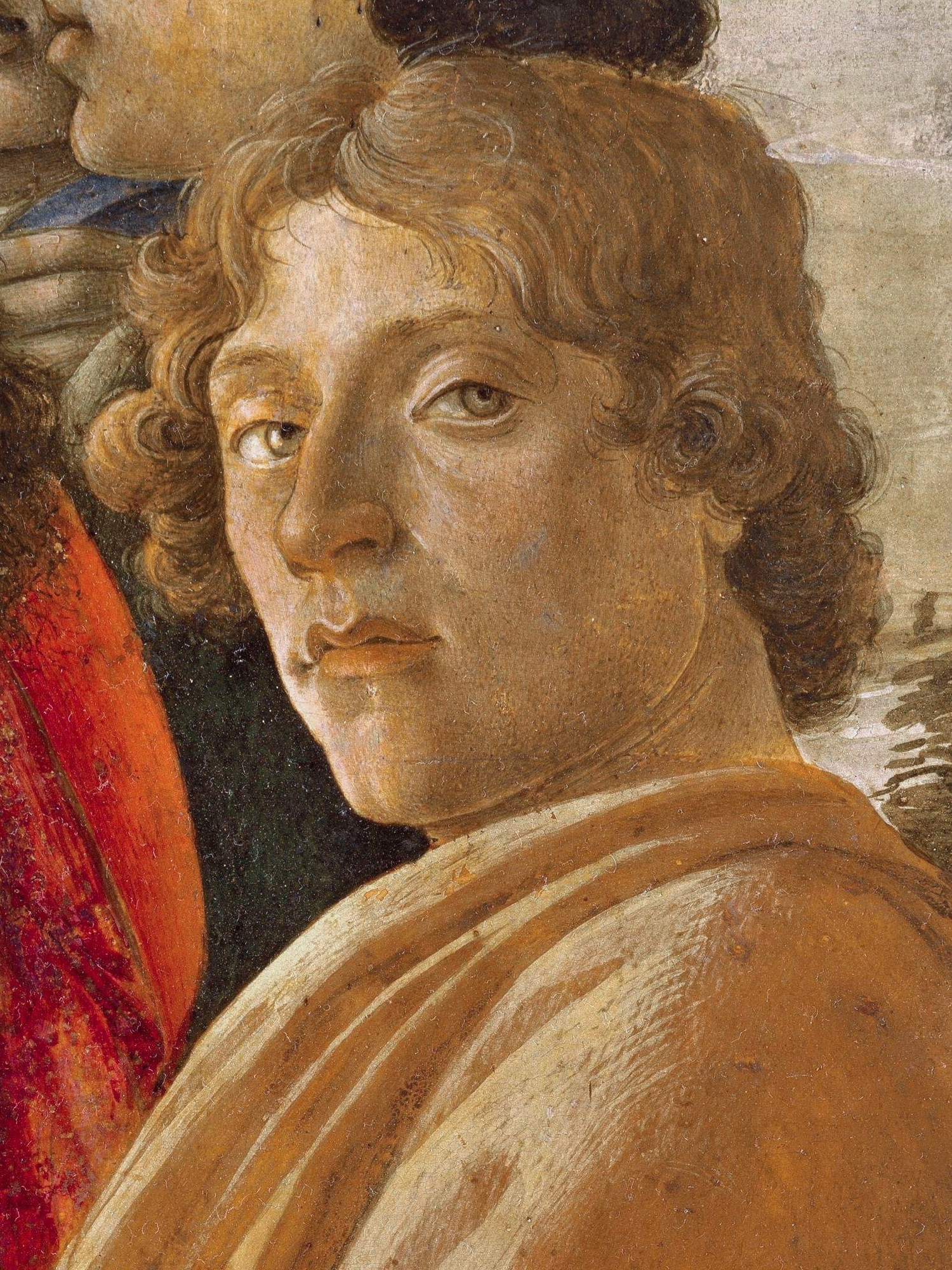
Sandro Botticelli (* 1445)

- Bötticher, Andreas Julius (1672–1719), deutscher Mediziner
- Bötticher, Carl Wilhelm von (1791–1868), preußischer Beamter, Oberpräsident der Provinz Preußen (1842–1848)
- Bötticher, Eduard (1899–1989), deutscher Richter und Hochschullehrer
- Bötticher, Else (1880–1966), deutsche Schauspielerin
- Bötticher, Friedrich (1826–1895), Oberbürgermeister von Magdeburg
- Bötticher, Georg (1849–1918), deutscher Grafiker, Schriftsteller und Literaturwissenschaftler
- Bötticher, Herbert (1928–2008), deutscher Schauspieler
- Bötticher, Jobst von (1550–1624), deutscher Politiker und Bürgermeister von Nordhausen
- Bötticher, Johann (1687–1748), deutscher Pädagoge und Historiker
- Bötticher, Johann Gottlieb (1677–1762), deutscher Mediziner
- Bötticher, Johann Heinrich (1638–1695), deutscher Rechtswissenschaftler und Hochschullehrer
- Bötticher, Johann von (1662–1728), deutscher Politiker
- Bötticher, Jörg-Andreas (* 1964), deutscher Cembalist, Organist und Musikwissenschaftler
- Bötticher, Karl (1806–1889), deutscher Architekt, Kunsthistoriker und Archäologe
- Bötticher, Karl von (1826–1891), preußischer Generalmajor
- Bötticher, Louis (1813–1867), deutscher Opernsänger (Bass)
- Bötticher, Richard von (1855–1934), preußischer Landrat, Regierungspräsident von Osnabrück
- Bötticher, Stefan (* 1992), deutscher Bahnradfahrer
- Bötticher, Traugott von (1851–1931), preußischer Generalleutnant
- Bötticher, Walther (1885–1916), deutscher Maler
- Bötticher, Werner (1900–1984), deutscher Chemiker und Mykologe
- Bötticher, Wilhelm (1798–1850), deutscher Lehrer und Historiker
- Bötticher, Wilhelm von (1845–1927), preußischer Generalmajor
- Botticini, Francesco († 1497), italienischer Maler
- Bottieau, Joachim (* 1989), belgischer Judoka
- Böttiger, Angelika (* 1951), deutsche Schauspielerin
- Böttiger, Bernd (* 1958), deutscher Arzt für Anästhesiologie, Gesundheitsmanager und Hochschullehrer
- Böttiger, Helmut (* 1940), deutscher Autor und Verleger
- Böttiger, Helmut (* 1956), deutscher Schriftsteller und KritikerHelmut Böttiger (* 1956)

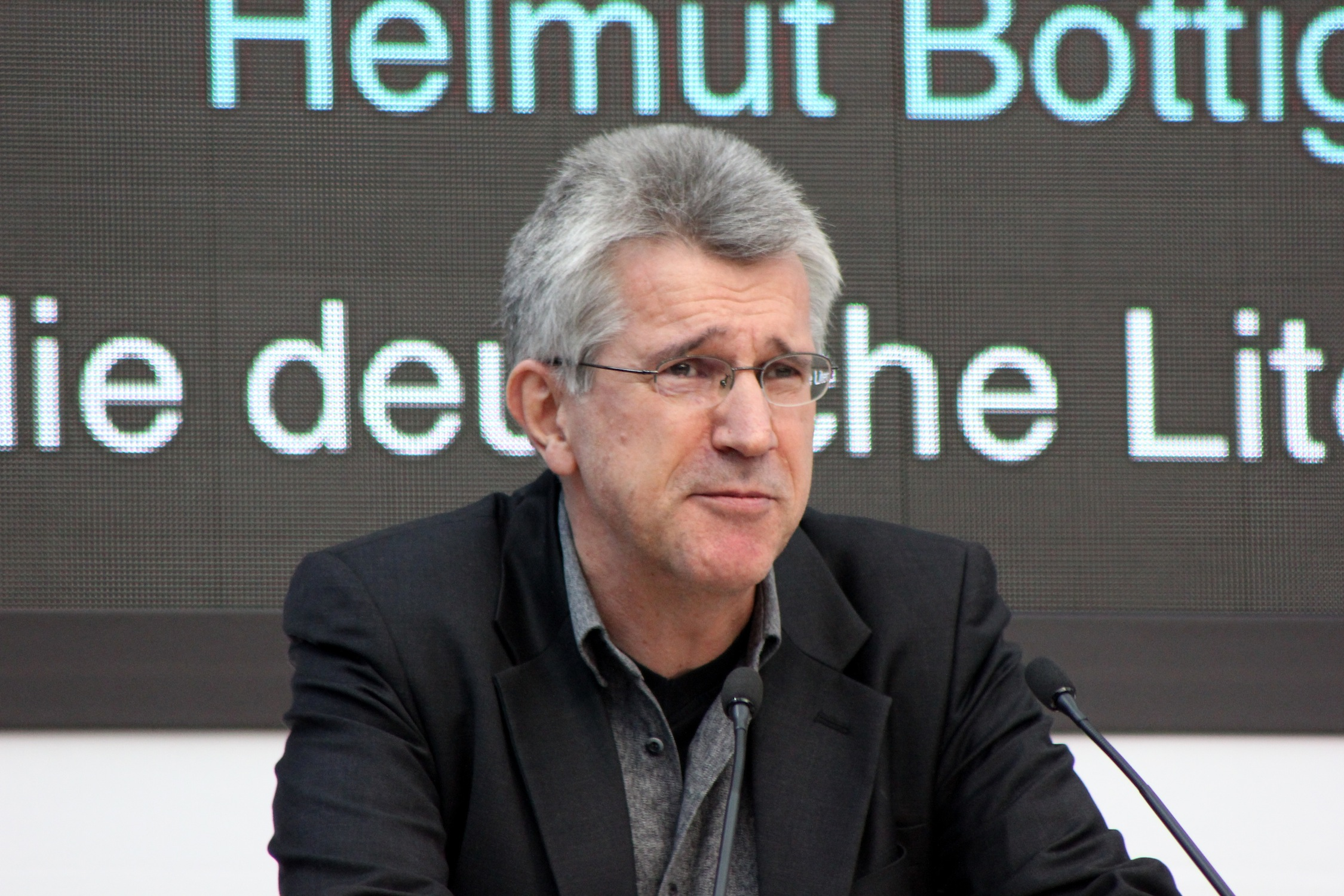
Helmut Böttiger (* 1956)

- Böttiger, Karl August (1760–1835), deutscher Philologe, Archäologe, Pädagoge und Schriftsteller
- Böttiger, Karl Wilhelm (1790–1862), deutscher Historiker
- Böttiger, Paul, deutscher Chemiker
- Böttigheimer, Christoph (* 1960), deutscher römisch-katholischer Theologe
- Bottiglia Savoulx, Luigi (1752–1836), italienischer Geistlicher, Kardinal
- Bottiglieri, Rita (* 1953), italienische Sprinterin und Hürdenläuferin
- Bottigliero, Francesco (* 1974), italienischer Dirigent, Pianist und Komponist
- Bottiglioni, Gino (1887–1963), italienischer Romanist, Latinist, Indogermanist, Italianist und Dialektologe
- Bottin, Otto (1884–1959), deutscher Politiker (KPD), MdHB
- Bottin, Pina (1933–2024), italienische Schauspielerin
- Bottin, Rob (* 1959), US-amerikanischer Maskenbildner und Spezialeffektkünstler
- Bottina, Adriana (* 1977), kolumbianische Schauspielerin und Sängerin
- Bottineau, Yves (1925–2008), französischer Kunsthistoriker
- Bottinelli, Jonathan (* 1984), argentinischer Fußballspieler
- Böttinger, Bettina (* 1956), deutsche Fernsehmoderatorin und ProduzentinBettina Böttinger (* 1956)

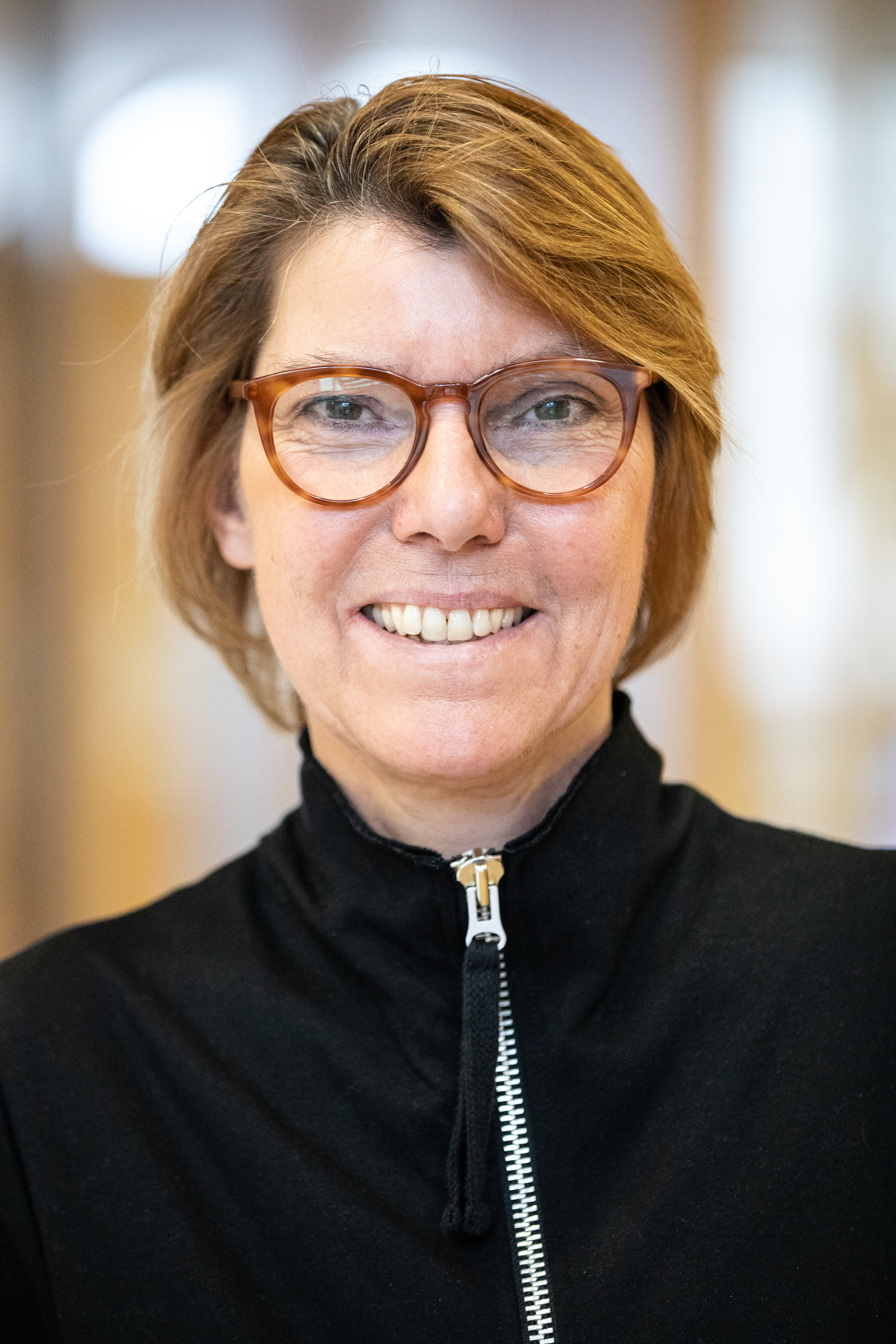
Bettina Böttinger (* 1956)

- Böttinger, Bettina (* 1977), deutsche Fußballspielerin
- Böttinger, Erwin, deutscher Mediziner
- Böttinger, Henry Theodore (1848–1920), deutscher Unternehmer und Politiker (NLP)
- Bottini, Anna Maria (1916–2020), italienische Schauspielerin
- Bottini, Max (* 1956), Schweizer Künstler
- Bottini, Oliver (* 1965), deutscher Schriftsteller
- Bottino, Filippo (1888–1969), italienischer Gewichtheber und Olympiasieger
- Bottino, Francesco (1894–1973), italienischer Geistlicher und römisch-katholischer Weihbischof in Turin

#### Bottj
- Bottjer, David J. (* 1951), US-amerikanischer Paläontologe

#### Bottk
- Bottke, Wilfried (1947–2010), deutscher Jurist
- Bottke, William Frederick (* 1966), US-amerikanischer Astronom

#### Bottl
- Bottländer, Reinhard (* 1948), deutscher Schriftsteller
- Bottländer, Theodor (* 1904), deutscher politischer Funktionär (KPD)
- Bottlang, René (* 1953), Schweizer Jazzpianist und Komponist
- Bottlenberg, Alexander Heinrich von dem (1773–1824), Bürgermeister von Werden
- Bottlenberg, Alexander Heinrich von dem (1814–1887), Bürgermeister von Werden
- Bottlenberg, Cora Freifrau von dem (* 1951), deutsche Musikerin
- Bottler, Fritz (1870–1922), deutscher Jurist, Oberbürgermeister der Stadt Bonn (1920–1922)
- Bottler, Richard (1903–1985), deutscher Diplomat
- Bottlinger, Andrea (* 1985), deutsche Autorin, Übersetzerin und Lektorin

#### Bottn
- Böttner, Arthur (1887–1947), deutscher Internist
- Böttner, Bernhard (1924–2013), deutscher Konzertpianist
- Böttner, Johann Christoph (1731–1800), deutscher Organist, Musikpädagoge, Komponist und Herausgeber
- Böttner, Johannes (1861–1919), deutscher Gartenbauunternehmer
- Böttner, Karl-Heinz (* 1933), deutscher Gitarrist und Professor im Fach Gitarre
- Böttner, Kirsten (* 1963), deutsche Politikerin (Bündnis 90/Die Grünen)
- Böttner, Lorenza (1959–1994), deutsche multidisziplinäre Künstlerin
- Böttner, Magda (1858–1937), deutsche Pädagogin und Frauenrechtlerin
- Böttner, Max (* 1991), deutscher Crosslauf-Sommerbiathlet
- Böttner, Paul (* 1988), deutscher Crosslauf-Sommerbiathlet
- Böttner, Wilhelm (1752–1805), deutscher barocker Maler

#### Botto
- Botto Vallarino, Carlos (1923–2004), chilenischer Komponist und Musikpädagoge
- Botto, António (1897–1959), portugiesischer Lyriker
- Botto, Giuseppe Domenico (1791–1865), italienischer Physiker
- Botto, Ján (1829–1881), slowakischer Schriftsteller
- Botto, Juan Diego (* 1975), spanischer SchauspielerJuan Diego Botto (* 1975)

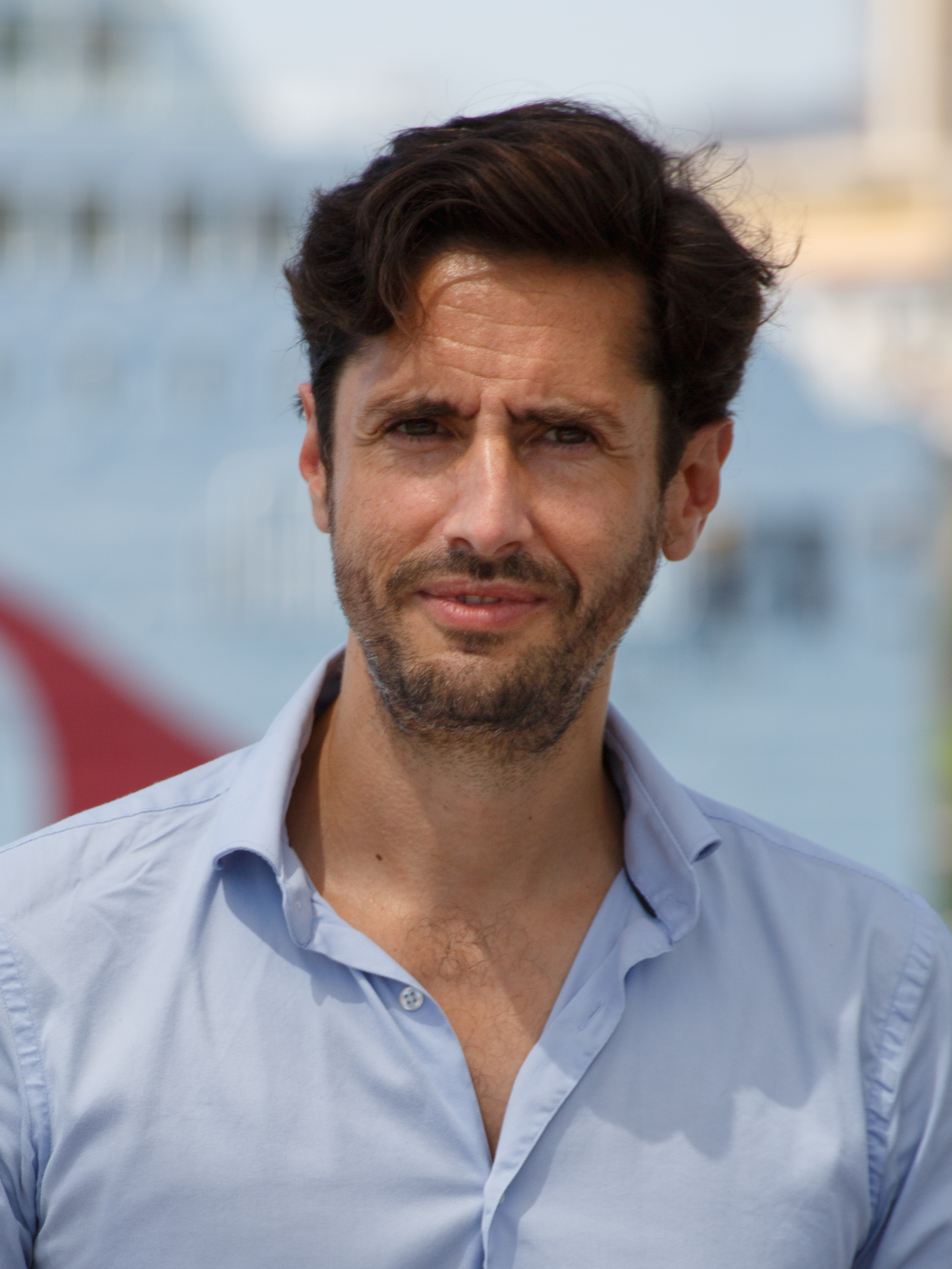
Juan Diego Botto (* 1975)

- Botto, María (* 1974), argentinische Schauspielerin
- Botto, Mario (1887–1957), Schweizer Autorennfahrer
- Bottoia, Giovanni (* 1962), italienischer Radrennfahrer
- Bottolfsen, C. A. (1891–1964), US-amerikanischer Politiker
- Bottoli, Oskar (1921–1995), österreichischer Bildhauer
- Bottollier, Christian (1928–2021), französischer Fußballspieler
- Bottollier-Lasquin, Marc (* 1979), französischer Skirennläufer
- Bottom, Joe (* 1955), US-amerikanischer Schwimmer
- Bottome, Francis (1823–1894), englischer methodistischer Kirchenliederdichter
- Bottome, Phyllis (1882–1963), britische Schriftstellerin
- Bottomley, Arthur (1907–1995), britischer Politiker (Labour), Mitglied des Parlaments und Minister
- Bottomley, Averil Maud (1889–1984), südafrikanische Mykologin
- Bottomley, Esther (* 1983), australische Skilangläuferin
- Bottomley, Gordon (1874–1948), britischer Lyriker und Dramatiker
- Bottomley, Horatio (1860–1933), britischer Journalist und Politiker, Mitglied des House of Commons
- Bottomley, James Thomson (1845–1926), irischer Physiker und Chemiker
- Bottomley, Norman (1891–1970), britischer Luftwaffenoffizier
- Bottomley, Samuel (* 2001), britischer Fernseh- und Filmschauspieler
- Bottomley, Virginia, Baroness Bottomley of Nettlestone (* 1948), britische Politikerin (Conservative Party), Mitglied des House of Commons
- Bottomley, William (1816–1900), deutsch-englischer Tiermaler
- Bottomly, H. Kim (* 1946), US-amerikanische Immunologin und Hochschullehrerin
- Bottomly, Susan (* 1950), US-amerikanisches Fotomodell und Schauspielerin
- Bottomore, Tom (1920–1992), britischer Soziologe
- Bottoms, Joseph (* 1954), US-amerikanischer Schauspieler
- Bottoms, Keisha Lance (* 1970), US-amerikanische Politikerin (Demokratische Partei), 60. Bürgermeisterin von Atlanta
- Bottoms, Sam (1955–2008), US-amerikanischer Schauspieler
- Bottoms, Timothy (* 1951), US-amerikanischer SchauspielerTimothy Bottoms (* 1951)
- Bottoni, Christoph (* 1977), Schweizer Segler

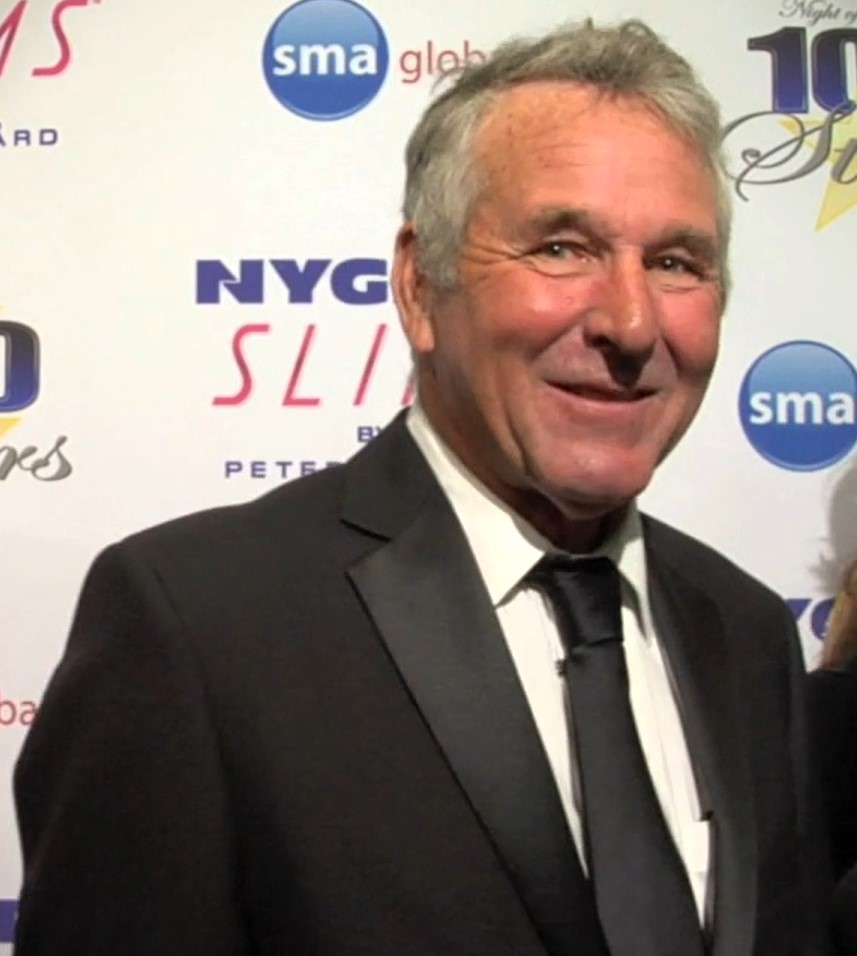
Timothy Bottoms (* 1951)

- Bottoni, Flaminio (* 1881), italienischer Turner
- Bottou, Léon (* 1965), französischer Informatiker

#### Bottr
- Böttrich, Brigitte (* 1945), deutsche Schauspielerin, Synchron- und Hörspielsprecherin
- Böttrich, Christfried (* 1959), deutscher lutherischer Theologe
- Böttrich, Gernot (1929–2017), deutscher Fußballfunktionär und Unternehmer
- Böttrich, Hans-Joachim (1923–2013), deutscher Filmregisseur, Autor und Journalist
- Böttrich, Heinz (1925–2009), deutscher Politiker (CDU), MdL
- Böttrich, Ignaz (1835–1924), deutscher Richter am Reichsgericht des Deutschen Kaiserreiches in Leipzig
- Böttrich-Merdjanowa, Kristina (1933–2012), deutsch-bulgarische Grafikerin, Grafikdesignerin und Autorin
- Bottroff, Erik (* 1990), deutscher Tischtennisspieler
- Bottrop, Johnny (* 1966), deutscher PunkmusikerJohnny Bottrop (* 1966)

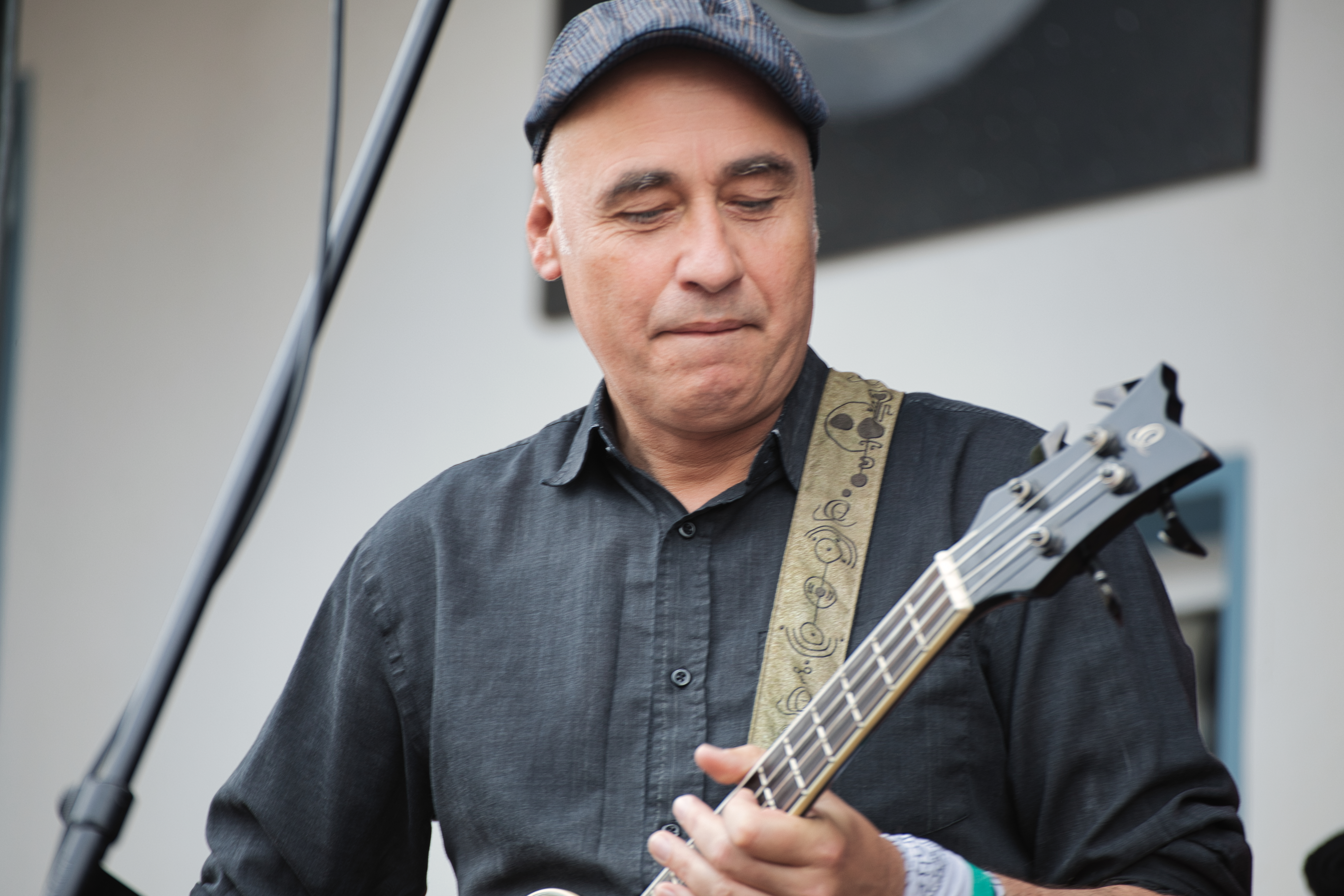
Johnny Bottrop (* 1966)

#### Botts
- Botts, Chantal (* 1976), südafrikanische Badmintonspielerin
- Botts, John (1802–1869), US-amerikanischer Politiker
- Bottschild, Samuel (1641–1707), deutscher Maler des Barock
- Bottse, Roy (* 1951), surinamischer Leichtathlet
- Böttstein, Rudolf von († 1131), Abt der Reichenau (1123–1131)

#### Bottu
- Bottum, Joseph H. (1903–1984), US-amerikanischer Politiker
- Bottum, Roddy (* 1963), US-amerikanischer Musiker
- Bottura, Massimo (* 1962), italienischer Koch

#### Bottz
- Bøttzau, Tina (* 1971), dänische Handballspielerin

### Botu
- Botué, Jean (* 2002), burkinischer Fußballspieler
- Botur, André (* 1964), deutscher Jurist, Richter am Bundesgerichtshof
- Boturini de Benaducci, Lorenzo (* 1702), italienischer Historiker, Erforscher der präkolumbischen Geschichte Mexikos

### Botv
- Botvid († 1120), schwedischer Märtyrer und Heiliger

### Botw
- Botwe, Daniel (* 1958), ghanaischer Politiker, Minister für Information
- Botwe, Evelyn (* 1988), ghanaische Badmintonspielerin
- Botwinnik, Michail Moissejewitsch (1911–1995), russisch-sowjetischer Schachspieler und SchachweltmeisterMichail Moissejewitsch Botwinnik (1911–1995)

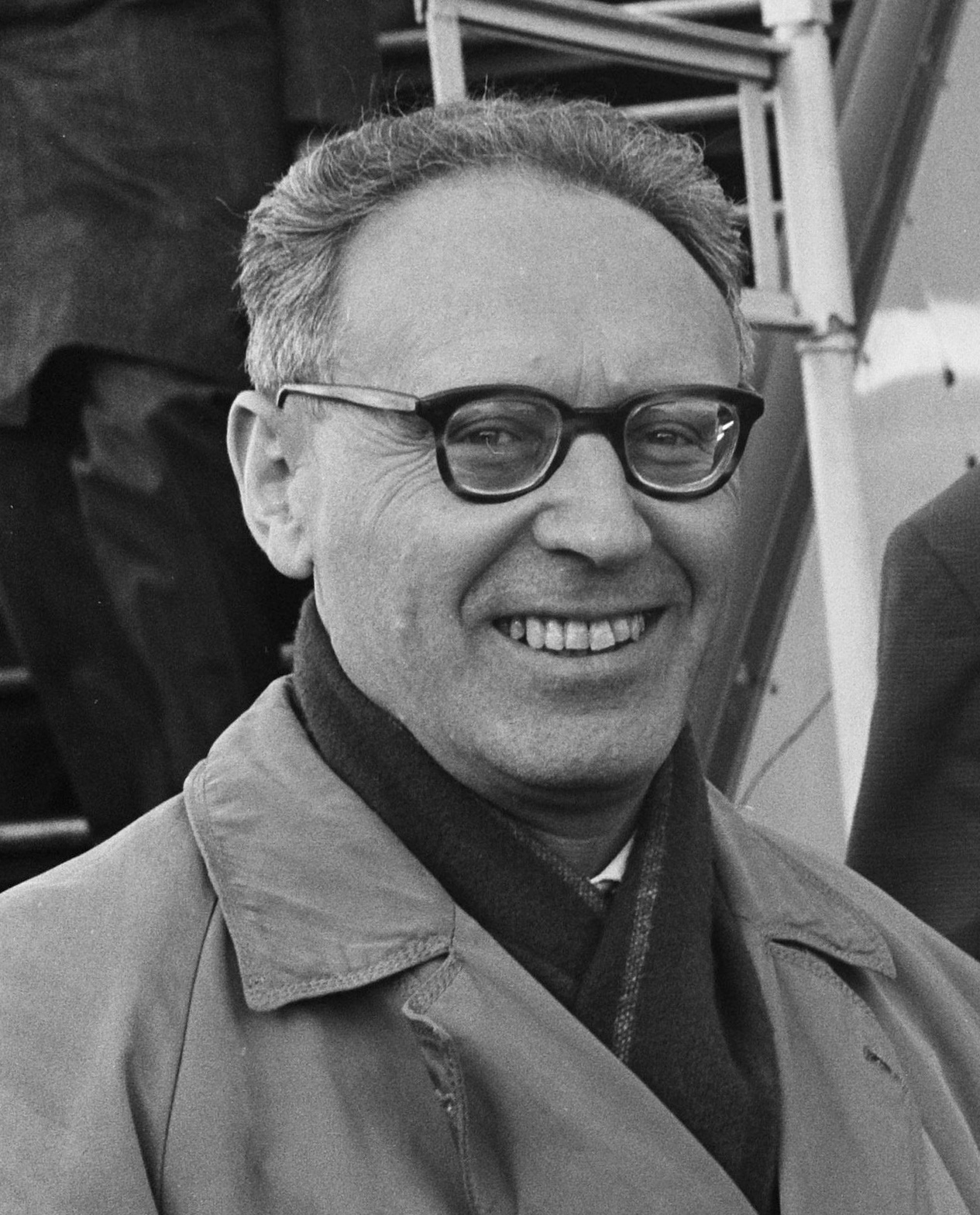
Michail Moissejewitsch Botwinnik (1911–1995)

- Botwinow, Michail (* 1967), russischer und österreichischer Skilangläufer
- Botwright, Rebecca (* 1982), englische Squashspielerin
- Botwright, Vicky (* 1977), englische Squashspielerin

### Boty
- Boty, Pauline (1938–1966), britische Künstlerin

### Botz
- Botz, Elisabeth (1883–1964), deutsche Schauspielerin
- Botz, Gerhard (* 1941), österreichischer Historiker
- Botz, Gerhard (* 1955), deutscher Politiker (SPD), MdV, MdB, MdEP
- Botz, Gustav (1857–1932), deutscher Schauspieler
- Botz-Bornstein, Thorsten (* 1964), deutscher Philosoph
- Botzaris, Katharina Caradja († 1875), Tochter des Revolutionshelden Markos Botzaris und ein Mitglied der Familie Caradja
- Bötzel, Reinhold (* 1975), deutscher Leichtathlet
- Botzenhardt, David (1871–1928), deutscher Goldleistenarbeiter und Politiker (SPD)
- Botzenhardt, Paul (1914–2000), deutscher Fotograf
- Botzenhart, Erich (1901–1956), deutscher Historiker
- Botzenhart, Eva-Maria (* 1965), deutsche Politikerin (Bündnis 90/Die Grünen), MdHB
- Botzenhart, Manfred (1934–2007), deutscher Historiker
- Botzer, Avraham (1929–2012), israelischer Konteradmiral, 8. Befehlshaber der Israelischen Marine
- Botzet, Berthold (* 1961), deutscher Domkapellmeister
- Botzet, Klaus, deutscher Diplomat
- Botzet, Rolf (* 1954), deutscher Historiker und Stadthistoriker von Rödinghausen
- Botzheim, Erich von (1871–1958), deutscher Generalleutnant
- Botzheim, Friedrich Casimir von (1672–1737), preußischer Generalmajor und Chef des Infanterieregiments Nr. 7
- Botzheim, Friedrich Ludwig von (1739–1802), fürstlich nassau-weilburgischer Regierungs- und Kammerpräsident
- Botzheim, Hans Bernd von († 1631), sächsisch-weimarischer Hofbeamter
- Botzheim, Johannes von († 1535), deutscher Humanist
- Bötzkes, Wilhelm (1883–1958), deutscher Bankier
- Botzon, Ricarda (* 1966), deutsche Ultramarathonläuferin